# Ekoadjom
 (juin 2024).
 (juin 2024).
La mise en forme du texte ne suit pas les recommandations de Wikipédia : il faut le « wikifier ».
Les points d'amélioration suivants sont les cas les plus fréquents. Le détail des points à revoir est peut-être précisé sur la page de discussion.
- Les titres sont pré-formatés par le logiciel. Ils ne sont ni en capitales, ni en gras.
- Le texte ne doit pas être écrit en capitales (les noms de famille non plus), ni en gras, ni en italique, ni en « petit »…
- Le gras n'est utilisé que pour surligner le titre de l'article dans l'introduction, une seule fois.
- L'italique est rarement utilisé : mots en langue étrangère, titres d'œuvres, noms de bateaux, etc.
- Les citations ne sont pas en italique mais en corps de texte normal. Elles sont entourées par des guillemets français : « et ».
- Les listes à puces sont à éviter, des paragraphes rédigés étant largement préférés. Les tableaux sont à réserver à la présentation de données structurées (résultats, etc.).
- Les appels de note de bas de page (petits chiffres en exposant, introduits par l'outil «  Source ») sont à placer entre la fin de phrase et le point final[comme ça].
- Les liens internes (vers d'autres articles de Wikipédia) sont à choisir avec parcimonie. Créez des liens vers des articles approfondissant le sujet. Les termes génériques sans rapport avec le sujet sont à éviter, ainsi que les répétitions de liens vers un même terme.
- Les liens externes sont à placer uniquement dans une section « Liens externes », à la fin de l'article. Ces liens sont à choisir avec parcimonie suivant les règles définies. Si un lien sert de source à l'article, son insertion dans le texte est à faire par les notes de bas de page.
- La présentation des références doit suivre les conventions bibliographiques. Il est recommandé d'utiliser les modèles {{Ouvrage}}, {{Chapitre}}, {{Article}}, {{Lien web}} et/ou {{Bibliographie}}. Le mode d'édition visuel peut mettre en forme automatiquement les références.
- Insérer une infobox (cadre d'informations à droite) n'est pas obligatoire pour parachever la mise en page.

Pour une aide détaillée, merci de consulter Aide:Wikification.
Si vous pensez que ces points ont été résolus, vous pouvez retirer ce bandeau et améliorer la mise en forme d'un autre article.
 (juin 2024).

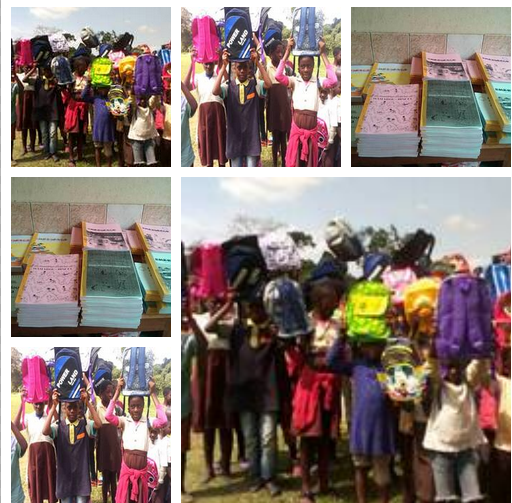
Matériel de soutien Scolaire en 2017 à l'école Ekoadjom

Ekoadjom (Hikoadjom en Bassa) est un village de la région du Centre du Cameroun, situé dans la commune de Makak, département du Nyong-et-Kéllé.

## Étymologie

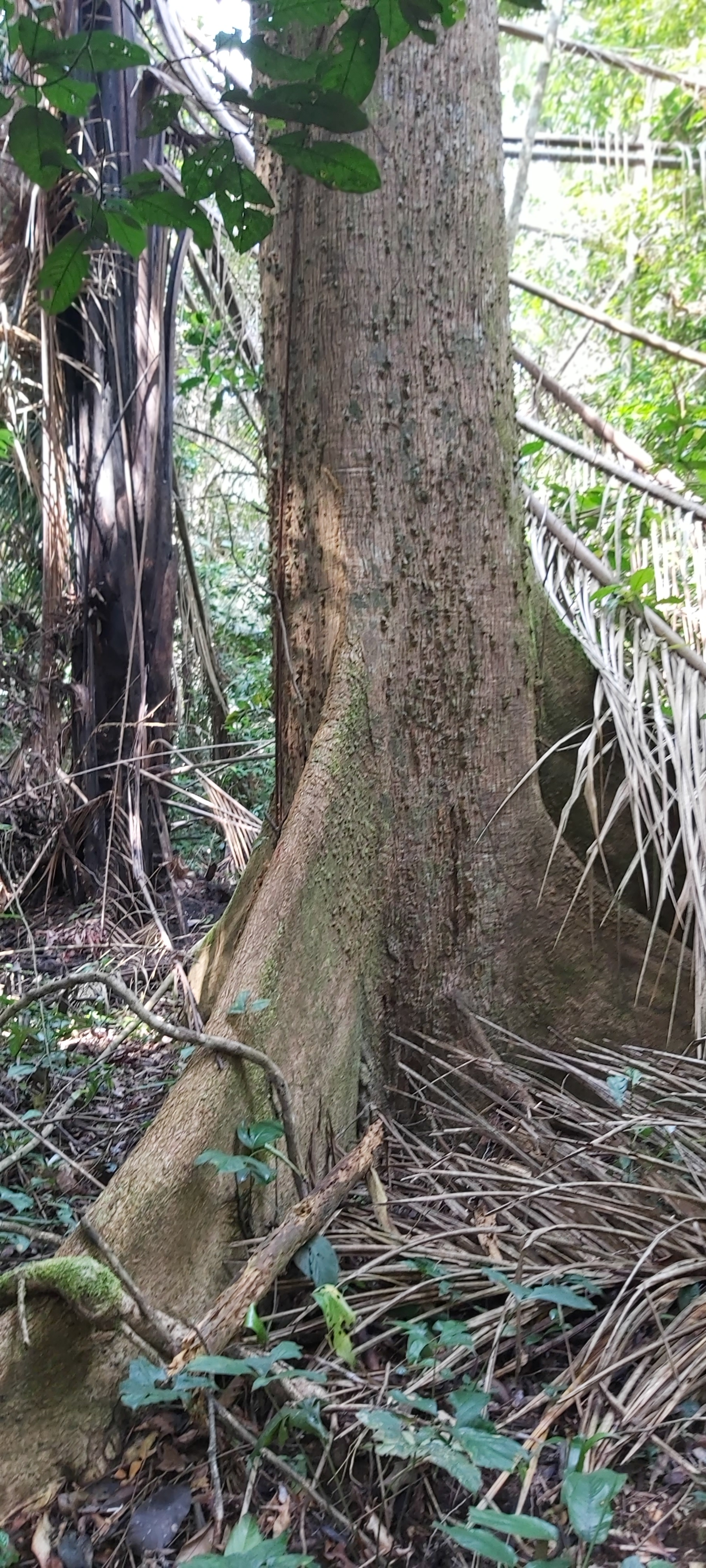
Fromager (Pied arbre) à Hikoadjom

Le nom original en langue bassa est Hikoadjom . En référence au fromager, grand arbre tropical appelé Djôm sur le site où vécurent les fondateurs du village, notamment le premier chef du village. Ce site est situé sur une colline Hikoa. Hikoadjom signifie La colline du fromager.
Ekoadjom, version francisée est le nom officiel de ce village. C'est la version originale Bassa qui parle aux habitants car elle traduit dans leur langue la réalité géographique du lieu de création de leur village.

## Histoire

### Origine et fondation de la chefferie d'Hikoadjom

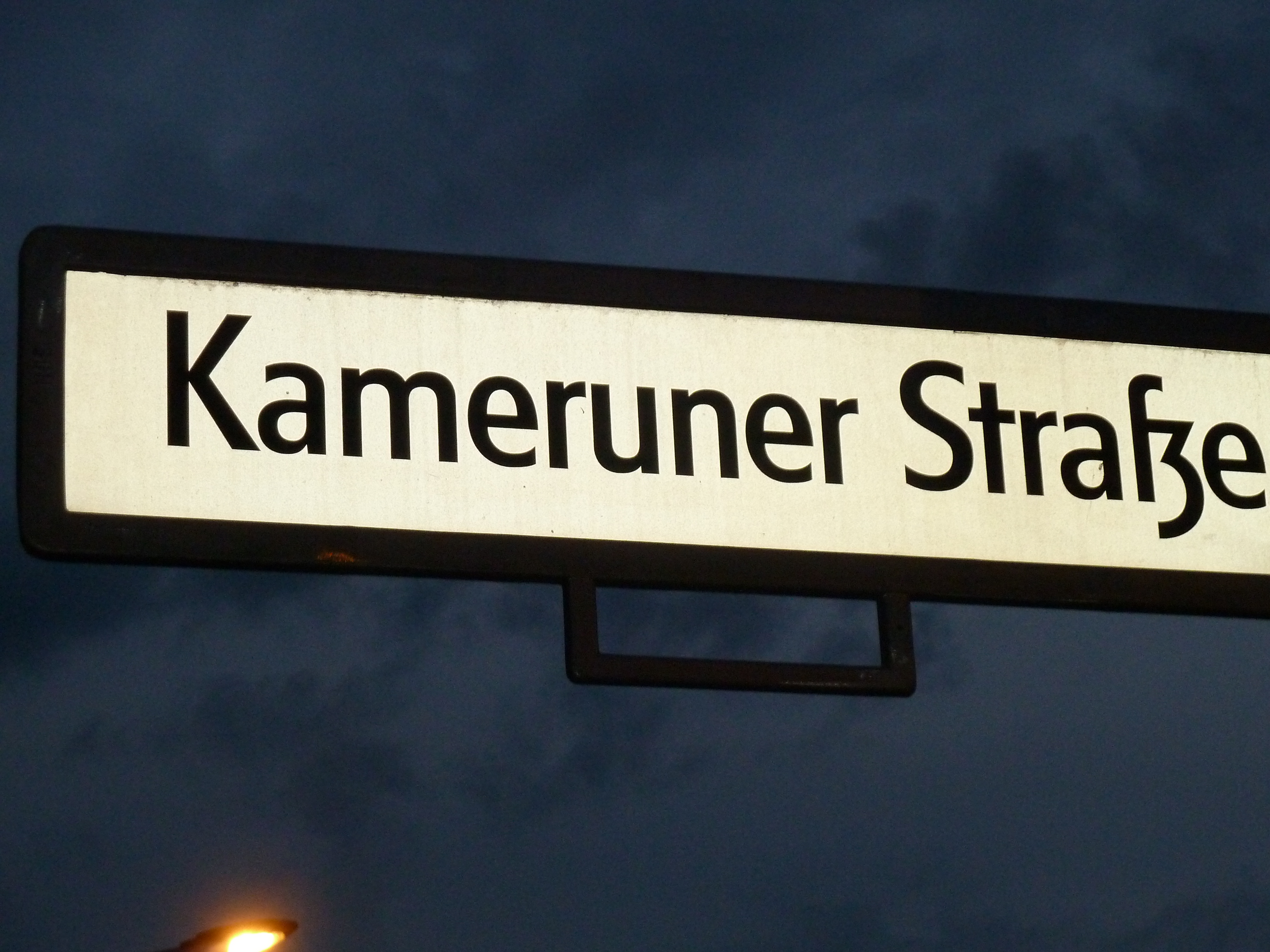
Kameruner Straße à Berlin

Hikoadjom serait fondé vers la fin du XIXe siècle, entre 1880 et 1890. Binong bi Mangoung serait venu de Mapubi près de Matomb)avec ses deux jeunes frères Maah Mangoung et Bikoï bi Mangoung conquérir des terres. Une branche importante de la famille Mangoung se trouve toujours à Mapubi, les Log Dissan de la grande famille Ndog Nlet. Elle est restée en contact avec la branche d'Ekoadjom. Mbinack Binong - fils de Binong bi Mangoung devient le premier chef vers 1892 alors que le Cameroun est sous administration coloniale allemande. Il était également Mbombog. Traditionnellement, chez les Bassa, le Mbombog est le chef spirituel, le dépositaire de l’organisation, de la paix sociale et de l’ordre public dans le respect du Mbok. Les descendances des trois frères Mangoung, la fratrie pionnière du village occupent toujours les terres conquises par leurs aïeux, formant ainsi une lignée générationnelle, les Log Mangoung , une branche des Log Dissan - Ndog Nlet. La langue officielle parlée dans ce village est le français. Le Bassa est le dialecte local.
En 1925, Nwind Mbinack, devient chef du village. Au cours de son règne il devient Mbombog selon les rites traditionnels du Mbog(k). Il est désormais appelé Mbombog Nwind Mbinack.
À son décès le 10 août 1955, il est remplacé par Augustin Minka mi Nwind né le 3 juillet 1928 à Hikoadjom, mort le 10 août 1987 à Yaoundé. Pendant son règne de 32 ans, Ekoadjom devient un Centre d’État-civil en 1965, évitant aux ressortissants du village et environnants de longs et pénibles déplacements vers Makak – Chef - lieu d’arrondissement situé à 29 km pour l’obtention des documents d’état-civil.

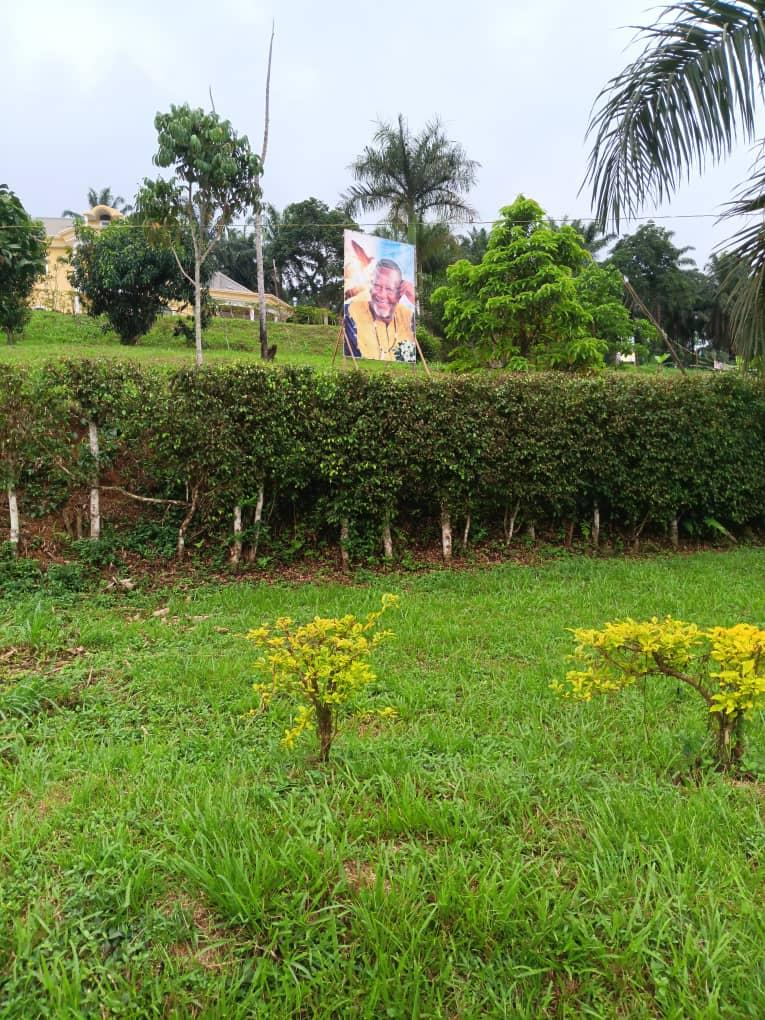
Sa Majesté NWIND Bienvenu Claude 1955-2024

Du 12 mai 1987 au 23 février 2024, Sa Majesté Bienvenu Claude Nwind Minka présida pendant 37 années aux destinées du village. Il a été nommé Officier d'État-civil le 3 octobre 1989. 
Ekoadjom a eu quatre chefs traditionnels :
Mbombog Mbinack Binong 1892 – 1925
Mbombog Nwind Mbinack 1925 – 1955
Minka mi Nwind Augustin 1928 – 1987
Nwind Minka Bienvenu Claude 1955 - 2024

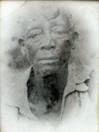
Mbombog Nwind Mbinack
Chef du village d’Hikoadjom de 1925 à 1955

Le 14 août 2024, Monsieur Belinga Amba Benjamin R. Sous-Préfet de l'Arrondissement de Makak, Autorité administrative, après consultation des populations et des membres du Conseil des Notables (Assemblée des représentant-es des habitant-es), a validé la candidature à la Chefferie de Monsieur Armel Minka mi Nwind.

### Rôle de la chefferie et du Mbombog
Dans la structure de l’administration camerounaise, les chefferies traditionnelles sont des auxiliaires de l’administration. Elles assurent une administration de proximité, permettant de perpétuer une organisation sociale ancestrale déjà existante et ce bien avant la colonisation. Traditionnellement, chez les Bassa, c’est le Mbombog, chef spirituel qui est le dépositaire de l’organisation, de la paix sociale et de l’ordre public dans le respect du Mbok. Certaines de ses missions sont confiées aujourd’hui aux chefferies traditionnelles. Idéalement elles l’assument en collaboration avec les Mbombog lorsque les fonctions de Chef du village et de Mbombog ne sont pas exercées par la même personne. Cela peut créer une dualité de repère culturel et administratif chez les populations. Mais l’objectif pour l'un ou l'autre personnage est de maintenir la paix sociale dans les villages et de promouvoir le développement économique et social des populations dans le respect de la culture Bassa.
Monsieur Nyeck Yamb (Bell Yamb) Raphäel de la lignée de Maah Mangoung à Song Yamb est le garant des traditions ancestrales, il est le référent du Mbok dans le village, principalement dans sa communauté . Son père Yamb Bell Anselme était Mbombog. Son fils Boum Nyeck Jacques A. a été intronisé Mbombog en 2023 assurant ainsi un avenir à cette fonction culturelle et ancestrale à Ekoadjom.
Les chefferies traduisent la survivance d'une culture et des modes d'organisation traditionnelle ancestrales.
Pour son fonctionnement, la chefferie d’Ekoadjom s’est dotée de 2 organes majeurs en 1987 avec Sa Majesté Bienvenu Claude Nwind:
un conseil des notables, dont les missions sont similaires à celles d’une assemblée.
un comité de développement qui impulse toute l’activité économique.
Ekoadjom est une chefferie du 3e degré en zone rurale, dans les limites territoriales d'un village

## Géographie
Hydrographie à Hikoadjom

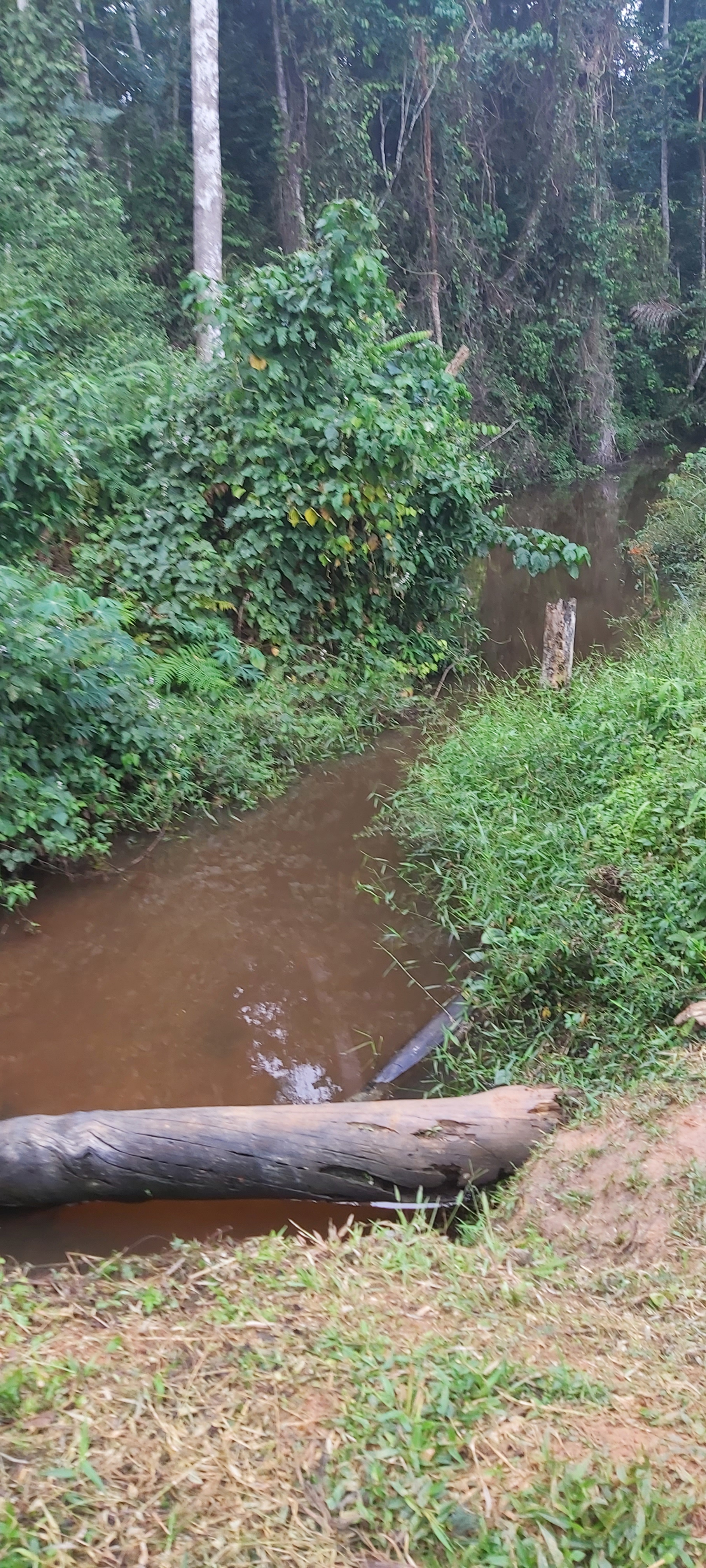
Le ruisseau Ndjock Yambi à Hikoadjom

Hikoadjom est situé en zone équatoriale humide en forêt dense avec des pluies abondantes et irrégulières qui maintiennent cependant le débit des cours d’eau. Le fleuve le Nyong et la Kéllé affluent du Nyong ne traversent pas ce village qui est cependant arrosé par deux autres grands ruisseaux: Yamakouba et  Ndjock Yambi, qui sont aussi des affluents du Nyong. Le Nyong traverse deux autres départements de la Région administrative du Centre dont les noms sont composés par la dénomination de ce fleuve : Nyong-et-Mfoumou, Nyong-et-So'o.
Le ruisseau Yamakouba se trouve au Nord du village et s’étend jusqu’à l’ouest. Ndjock Yambi se trouve au sud. Les autres petits ruisseaux du village sont:
Lép Liaa qui a donné naissance au lac artificiel du même nom est un affluent de Ndjock Yambi. Il traverse le hameau autour de la chefferie;
Lép Mbong, affluent de Ndjock Yambi coule au lieudit Mbondo;
Lép Ngomb, affluent de Yamakouba se trouve au lieudit Song Yamb non loin du village Mom (Cameroun)
Lép signifie eau en langue Bassa du Cameroun.

## Climat
Le climat chaud et humide se décline en quatre saisons. Une grande et une petite saison de pluie, une grande et une petite saison sèche. C’est une alternance de pluies et de sécheresse qui rythme les activités agricoles, la préparation des travaux champêtres: les abattages, les brûlis, les semis et les récoltes. Les températures moyennes se situent entre 23 et 26 degrés. Mais avec le réchauffement climatique, ces repères temporels ont tendance à bouger. 
De la mi-mars à la mi-juin: c’est la petite saison de pluie appelée, Hiyon. 
De la mi-juin à la mi-août: c’est la petite saison sèche, Hikang. 
De la mi-août la mi-novembre: c’est la grande saison de pluie, Mbéng. 
De la mi-novembre à la mi-mars: c’est la grande saison sèche, Sép. 

## Centre d'état civil
À sa création en 1965, le Centre d’État-civil d’Hikoadjom était un Centre dit Spécial rattaché à la Sous-préfecture de Makak . À cette époque, l’arrondissement de Makak avait à sa tête un Sous-Préfet –Maire. Aujourd’hui le Centre d’état-civil est directement rattaché à la Mairie de Makak. Hikoadjom est un Centre secondaire depuis 2015. Il existe d'autres Centres secondaires du même genre dans d'autres villages de l'arrondissement de Makak, à Boumkok, Libamba, Mom 1, Sepp, Nguimakong, Ngougoum II, Minkot-Mbem, Kaya, Mboglom, Likongue et Mbeng. Ce sont des services d'état-civil décentralisés près des populations pour les formalités relatives à une naissance, un mariage ou un décès. Le Centre d’état-civil le plus proche est celui d’Otélé situé dans la Commune voisine de Ngoumou, département de la Mefou et Akono.
Sa Majesté Bienvenu Claude Nwind, Chef du village, Officier d'état-civil, et Président du Comité de Gestion de l'hôpital Ad Lucem de Hikoamaen - Père Urs Memorial Clinic - a créé au sein de la Maternité de cet hôpital, un bureau d'enregistrement des naissances rendant ainsi plus accessibles, les services d'état-civil.

## Population et développement
En 1962, la population de Ekoadjom était de 449 habitants et de 590 habitants lors du recensement de 2005. La population autochtone est constituée de Bassa majoritairement les Ndog Nlet, Log Mangoung mais également d'autres branches Ndog Nlet. Mais au fil des années, des migrations, des unions et des ventes de terrain, d'autres clans Bassa se sont installés dans le village: les Ndog Ngond, Ndog Soul, Ndog Béa et les Pan. Des allochtones y vivent aussi pour des raisons souvent professionnelles, notamment les travailleurs agricoles et les enseignants.

## Les quartiers

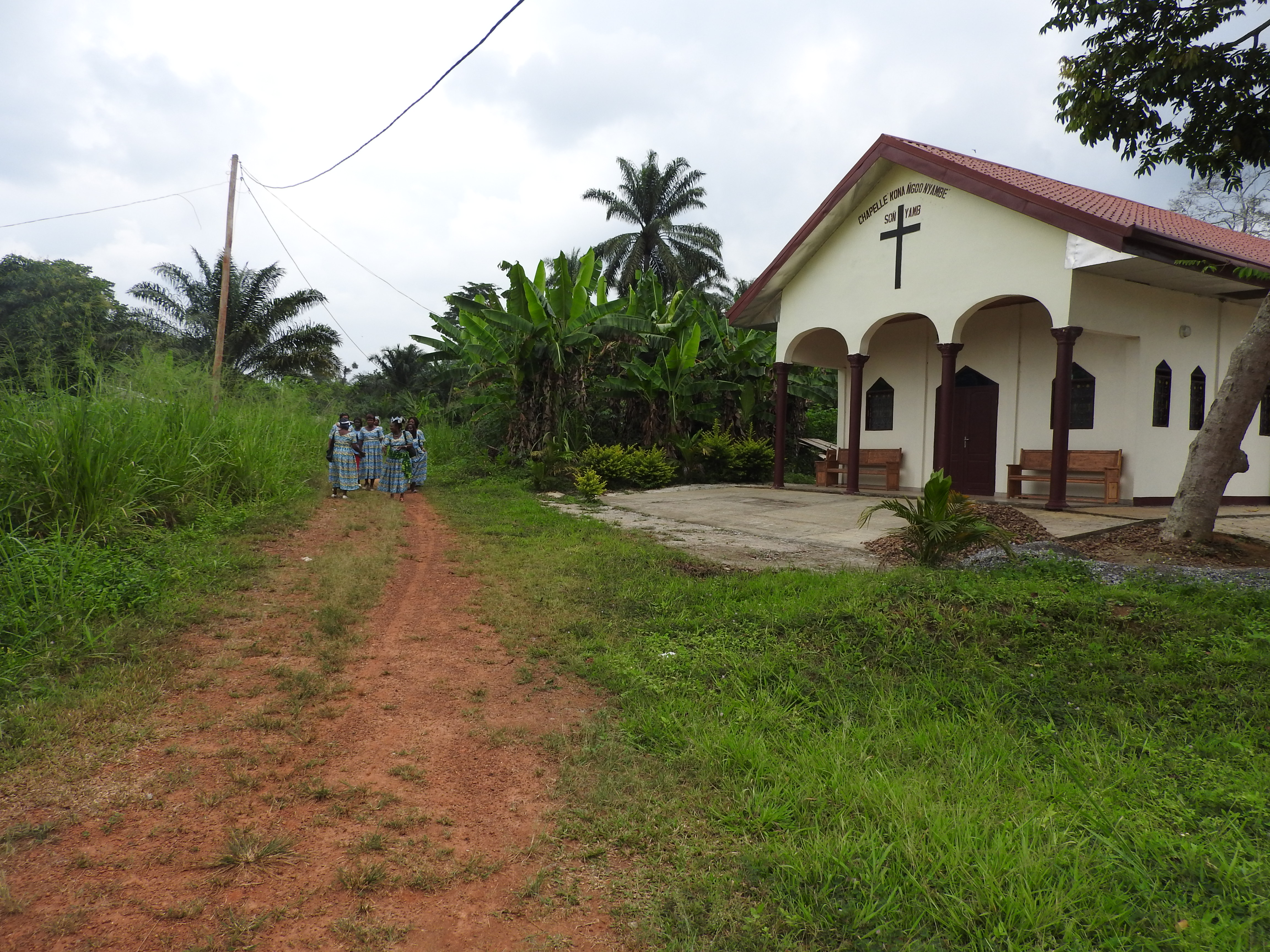
Chapelle à Song Yamb(Ekoadjom)

Les différents quartiers du village par ordre alphabétique sont: Bibaya, Mandonga, Mbondo(Rive gauche de Ndjock Yambi), Song Bissee, Song Boog, Song Bout, Song Miyang mi Ndoum, Song Nwind et Song Yamb.

## Santé
Ekoadjom à partir de la Chefferie est situé à 2,5 km de l’Hôpital Ad Lucem Hikoa-Maen: Père  Urs Memorial Clinic inauguré et mis en service en 2016 sur le site de ce qui a d’abord été en 1936 une infirmerie, puis le Dispensaire - Maternité d'Hikoa-Maen sur le territoire d'Ekoadjom. Plusieurs personnes de la région sont nées à Hikoa-Maenappelé Nkolmelen en langue éwondo. Cette structure sanitaire a été dans une impasse pendant quelques années. Des initiatives locales et internationales mises en place pour sa survie ont transformé le Dispensaire en un Hôpital qui offre en zone rurale 24 h/24 h, les services suivants: analyses médicales, chirurgie, hospitalisation, maternité, pédiatrie, pharmacie, urgence et radiologie. C'est le résultat du partenariat entre la Fondation Ad Lucem et la Fondation suisse Saint Martin - déjà active dans la zone avec le Projet d'eau potable L’eau c’est la vie.

## Enseignement - Activités de Soutien à l'éducation en zone rurale
Enseignement maternel et primaire

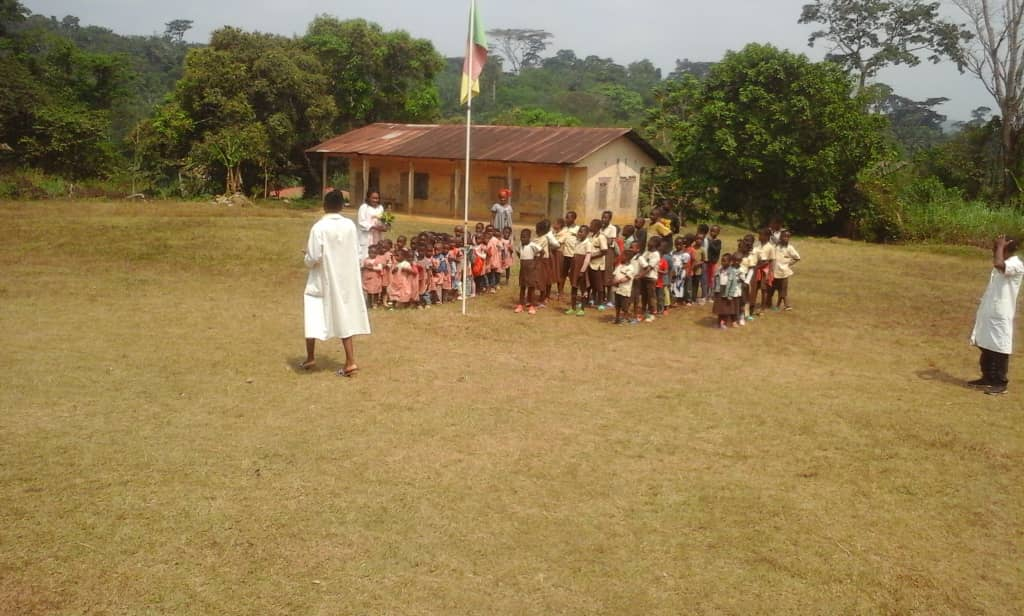
Élèves de l'école primaire et de l'école maternelle d'Hikoadjom devant le plus ancien bâtiment du site

Il y a une école primaire et une école maternelle dans le village. Mbombog Nwind Mbinack (1925-1955), Chef du village, n’a jamais été à l’école. Ne sachant ni lire ni écrire le français, il va se positionner en faveur d’une éducation de proximité. Il va amener l’école au village en offrant aux pouvoirs publics une parcelle de ses terres. C’est sur ce site que se trouve depuis 1952, l’école publique d’Ekoadjom, évitant ainsi à de nombreux enfants de parcourir de longs kilomètres pour s'instruire. En 2012, soixante ans après la création de l’école primaire, le village est doté d’une école maternelle. Dans un premier temps, elle va occuper le plus ancien bâtiment vétuste de ce site consacré à la scolarité.

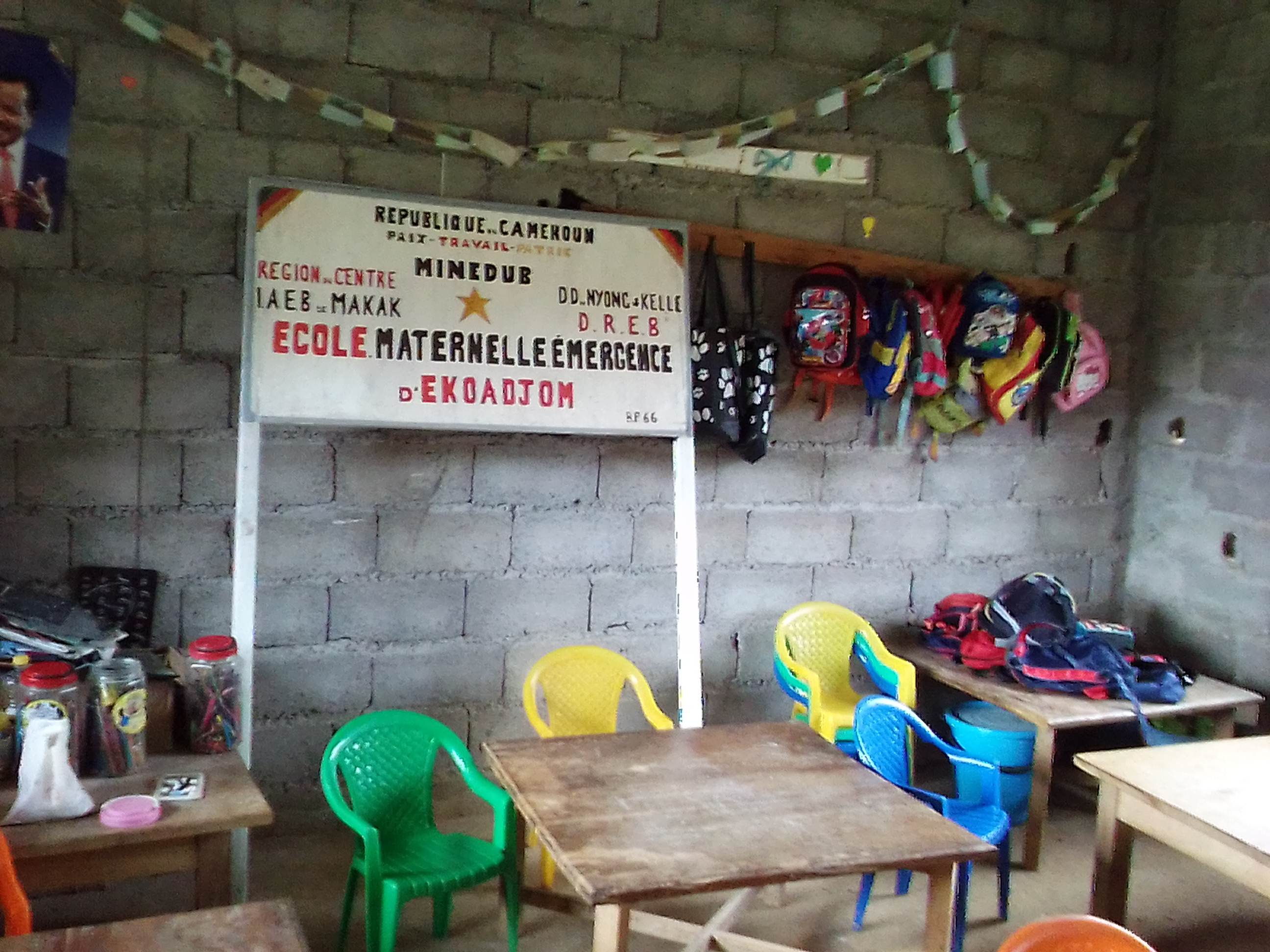
Nouvelle salle de classe école maternelle émergence d'Ekoadjom - novembre 2021

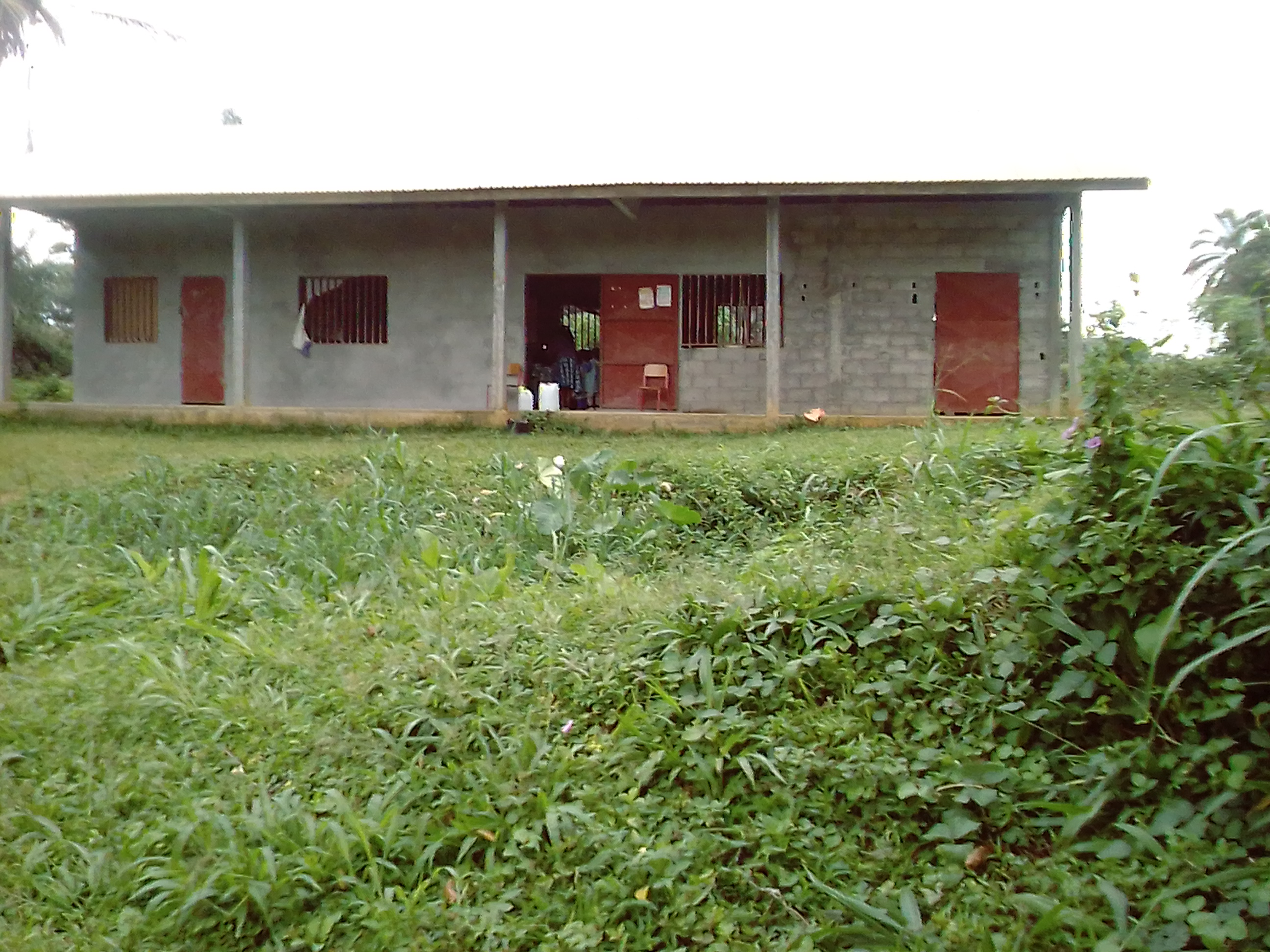
Nouveaux locaux école maternelle émergence d'Ekoadjom en 2021

Pour soutenir cette initiative, en 2018, l'association des élites d'Ekoadjom, va offrir à la nouvelle école maternelle un bâtiment de deux salles de classe et du mobilier. Les constructions sont toujours en cours mais c'est dans ces locaux plus confortables qu'ont lieu désormais les cours. Un exemple de solidarité et une générosité intergénérationnelle entre des adultes travailleurs et une jeunesse scolarisée en zone rurale.
Il existe d'autres actions de soutien à l'éducation des jeunes.
Pour rendre hommage à Mbombog Nwind Mbinack, une Maison de l'éducation a été créée en 2018 par sa descendance sous l'instigation de son petit fils le Dr Justin L. Nouind, Juriste et Enseignant Universitaire, afin de pérenniser son héritage culturel et sa vision en faveur de l'éducation. Cette Maison de l'éducation - la Fondation Mbombog Nwind Mbinack pour l'Éducation, la solidarité et le progrès à Hikoadjom (MNMH) - organise diverses activités: 
l'offre de matériels scolaires aux plus démunis: livres, cahiers et cartables; 
le projet pilote Jeudi c'est Cantine(2017- 2022) en partenariat avec l'association des femmes HISSIS et la Chefferie d'Ekoadjom proposait des repas en rapport avec le patrimoine culinaire local, adaptés aux besoins nutritionnels des enfants. C'étaient des moments de détente et de convivialité dans un cadre scolaire rural avec les élèves, les enseignants, les parents et les bénévoles des associations partenaires du projet. Un jeudi par semaine de février à juin.
En 2023 un don du Collectif Bés ni Bés de Montréal au Canada 
En 2025 un don de l'association des femmes Ndog-Nlet de Douala à l'occasion du 9ème Congrès Adna Ndog Nlet qui a eu lieu dans le village.
Enseignement secondaire
Il n'y a pas d'établissement d'enseignement secondaire dans le village. Après leurs études primaires, les élèves s'inscrivent soit au Lycée le plus proche à Otélé ou dans les établissements secondaires à Ngoumou dans la Commune voisine du même nom - soit dans des établissements d'enseignement à Mom, village voisin de l'arrondissement de Makak. D'autres élèves rejoignent des membres de familles à Yaoundé, Douala ou ailleurs. C'est l'exode rural scolaire hors de l'arrondissement de Makak.
Le Collège évangélique de Libamba , crée en 1944, se trouve à une vingtaine de kilomètres du village entre les gares ferroviaires de Makak et de Minka. De nombreuses personnes originaires d'Ekoadjom ont fait leurs études secondaires dans cet établissement d'enseignement qui a été un fleuron dans le paysage éducatif camerounais, surtout qu'il offrait un internat permettant d'accueillir des élèves originaires de toutes les provinces du Cameroun.
Le Cosaco - Collège Sacré-Coeur de Makak a également accueilli des fils et de filles du village et d'autres contrées camerounaises.

## Transport

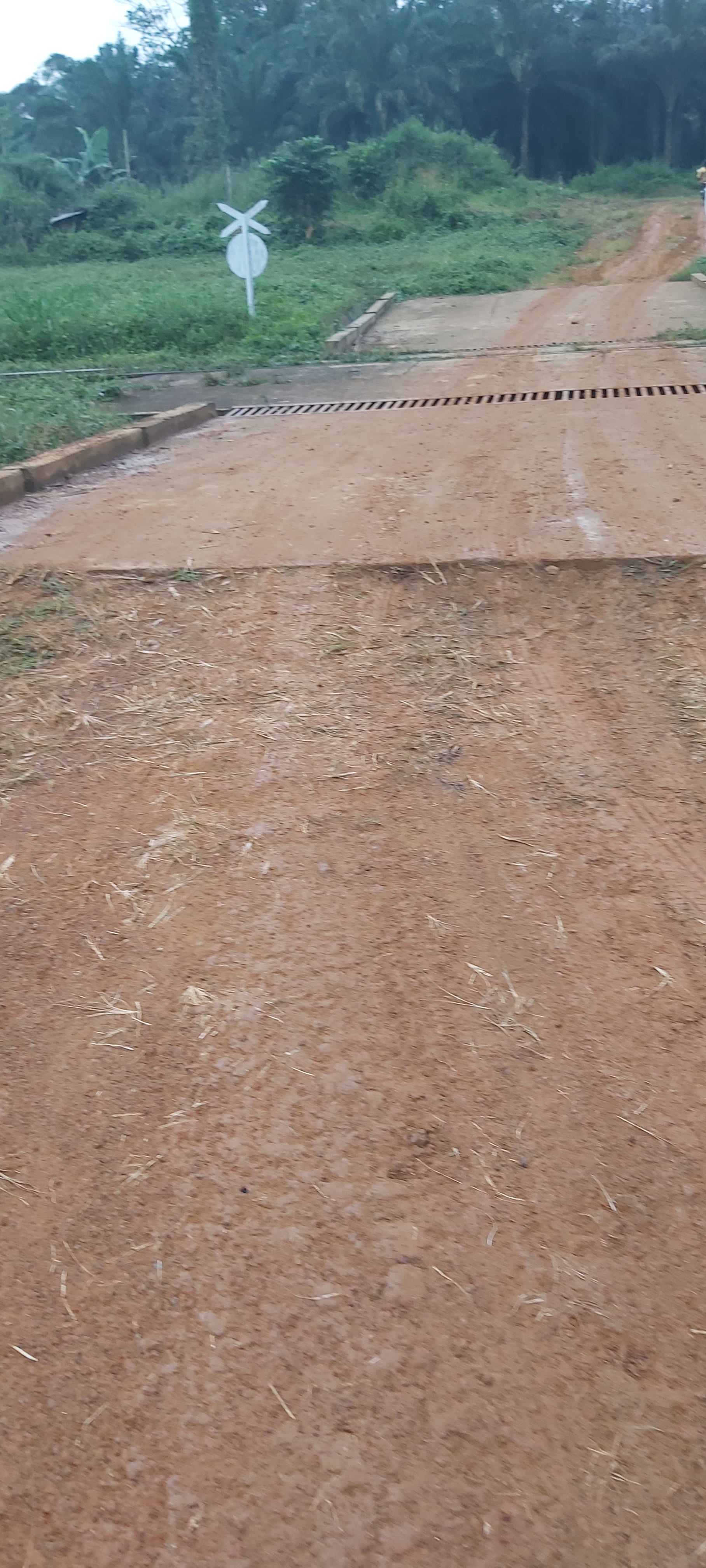
Passage à niveau sur la ligne de chemin fer près de Ndjock Yambi vers Mbondo à Hikoadjom

La ligne du chemin de fer à voie unique appelée le Transcamerounais  sur son trajet de Yaoundé à Douala de 305 km traverse le village d'Hikoadjom qui se situe entre deux gares Otélé et Mom. Seuls les trains de marchandises desservent ces 2 gares. Le train express pour passagers ne s'y arrête malheureusement pas. Il faut descendre plus loin à Makak ou à Ngoumou. Les habitants utilisent donc les taxis de brousse, voitures ou motos.
L’aéroport international de Yaoundé - Nsimalen se trouve à 70km du village.
Le port autonome de Douala situé dans la capitale économique se trouve à de 267 km.
La cité balnéaire de Kribiet ses plages se trouve à 211 km sur l’océan Atlantique.
À 35 km au sud de Kribi, dans le village de Mboro, se trouve le Port en eaux profondes, appelé le PAK (Port autonome de Kribi).

## Vie associative et culturelle

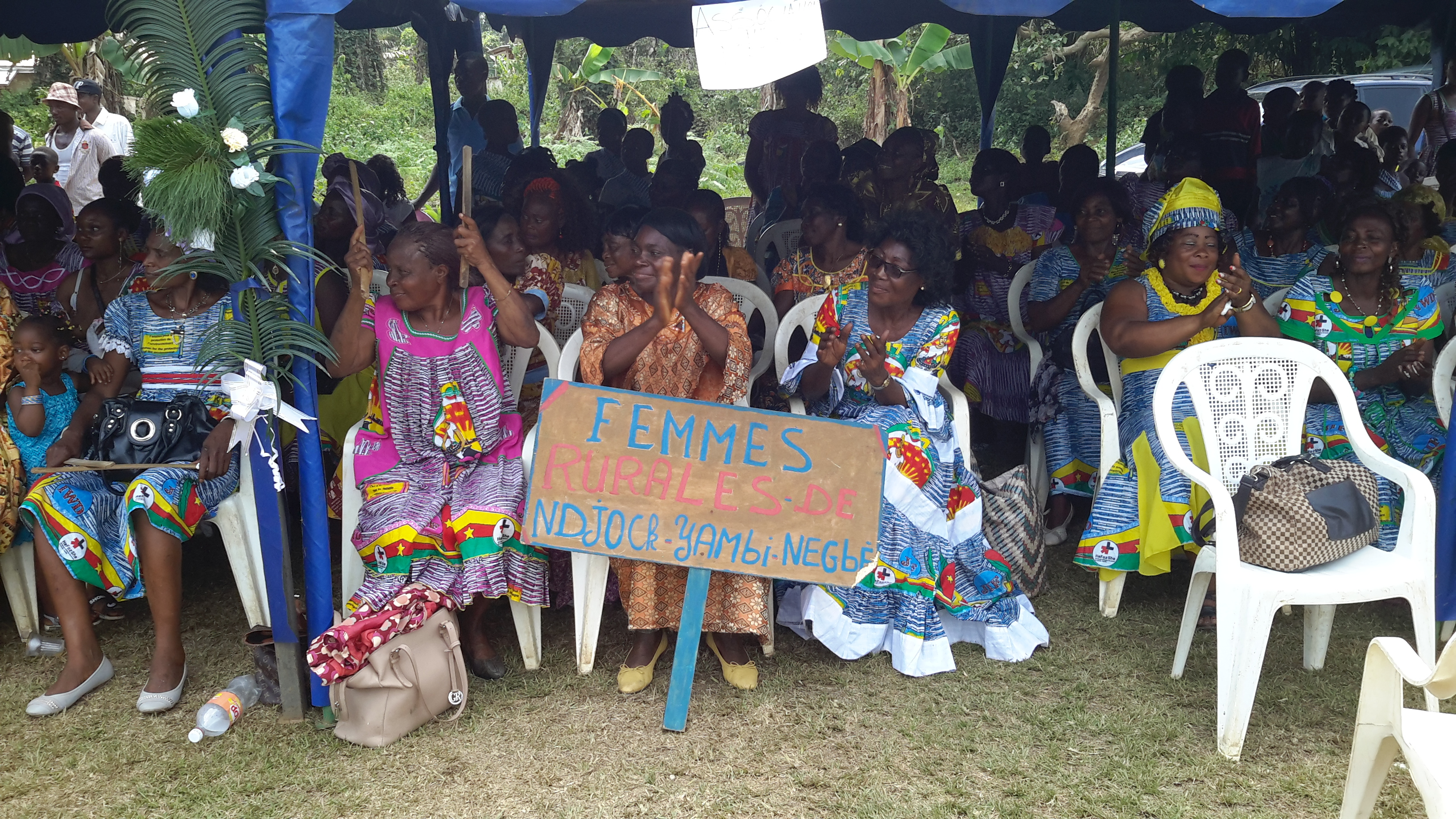
Les femmes de l'association Ndjock Yambi Negbè au défilé le 8 mars 2017 à Hikoadjom

Il y a une vie associative et culturelle qui impacte le développement social et économique du village. Parmi les associations, on peut citer: Mawandas ma Ekoadjom, Hissis – Association des femmes rurales d’Hikoadjom, l'Ajek– Association des Jeunes d’Ekoadjom, l'association des élites d'Ekoadjom, l'Association familiale des Log Mangoung (Branche Log Dissan), l'Antenne Adna Ndog Nlet d'Hikoadjom
Hissis – Association des femmes rurales d’Hikoadjom
Le nom Hissis est composé de 3 matrices qui correspondent respectivement au lieu, à l’action et à l’actrice. H indique la situation géographique, lieu de rattachement des membres de l’association à Hikoadjom. Hiss en Bassa signifie ancrer, asseoir et symbolise les actions durables de renforcement des capacités des femmes: solidarité, activités génératrices de revenus, de gestion responsable de l’environnement, de leurs droits, et des formations. ISIS, c’est la femme rurale actrice et clé du développement. Elle rappelle la déesse Isis de la mythologie égypto-nubienne. Dans leur récit mythique, les Bassa viendraient d’Égypte. Isis est le symbole de l’énergie créatrice, déesse de la santé, de la maternité, de la stabilité des éléments de la nature: la terre, le feu et l’eau. Les femmes de l’ethnie Bassa ont coutume de chanter Hiss - Hiss, Makoo ndig Hiss en tapant leurs pieds au sol pour affirmer leur ancrage, inviter une personne à s’ancrer, à s’intégrer. C’est un hymne au courage, à la solidité.
L'Ajek – Association des Jeunes d’Ekoadjom.
L’Ajek rassemble sans distinction de sexe, de religion, de famille ou de clan, tous les jeunes natifs et/ou vivant à Ekoadjom. De par son esprit fédérateur et ses activités, l’Ajek au fil du temps s’impose comme un acteur majeur de rassemblement et de développement du village.
En 1991, les descendants (arrière-petits-fils) de Mbinack Binong décident sous l’impulsion d’Ernest Nouind, de se constituer en association. L’Awambi (Adna Wandas Mbinak Binong) tiendra son premier congrès. Son succès est retentissant. À la fin du congrès, les autres jeunes du village, émirent l’idée fédératrice d’associer tous les jeunes du village. L’Awambi, devient l’Ajek en mai 1992, Association des Jeunes d’Ekoadjom et tient son premier congrès en aout la même année. C’est le début d’une fantastique aventure qui rythme des générations entières de jeunes du village et ses environs.

## Attractions

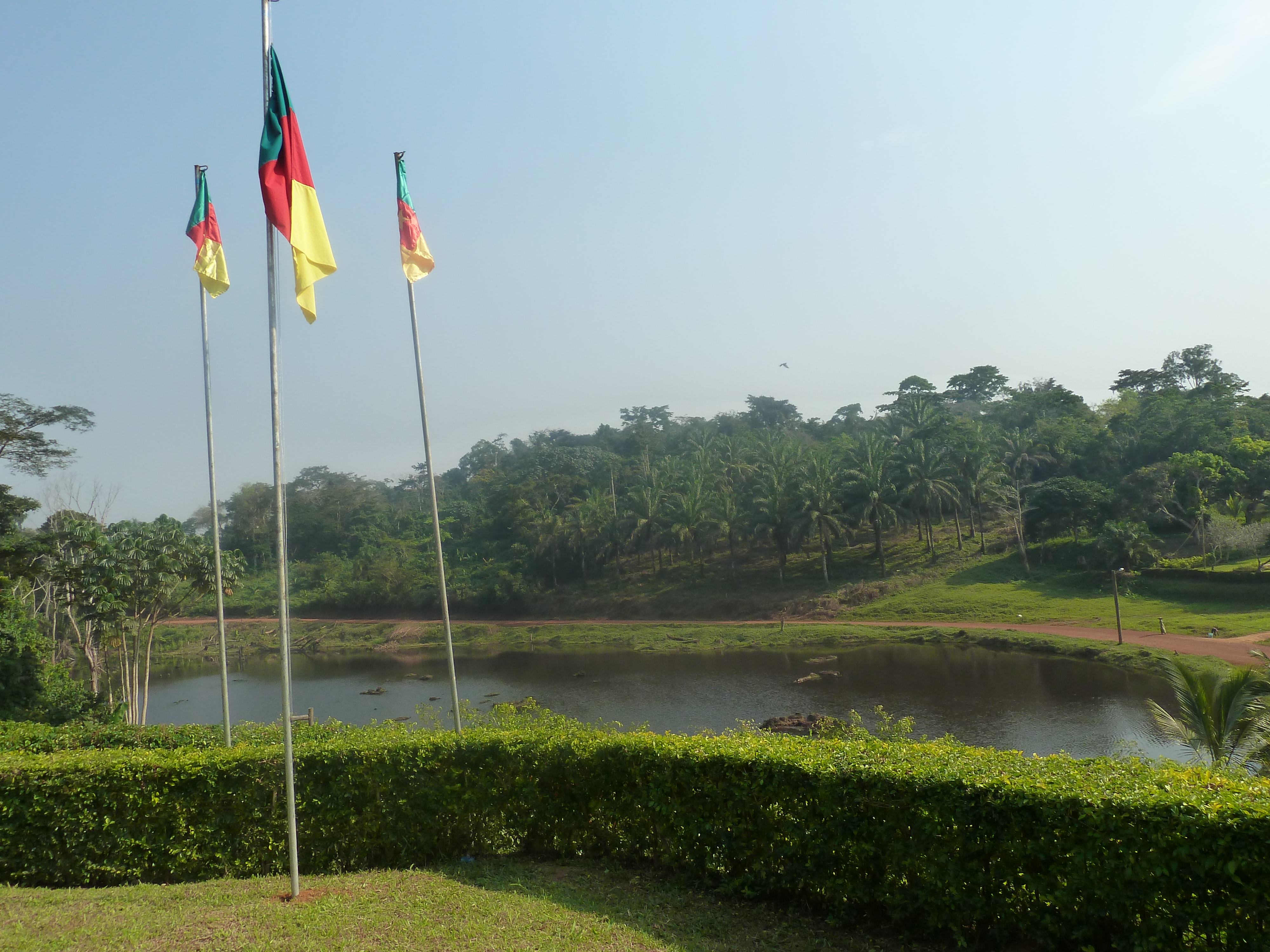
Le Lac d'Ekoadjom

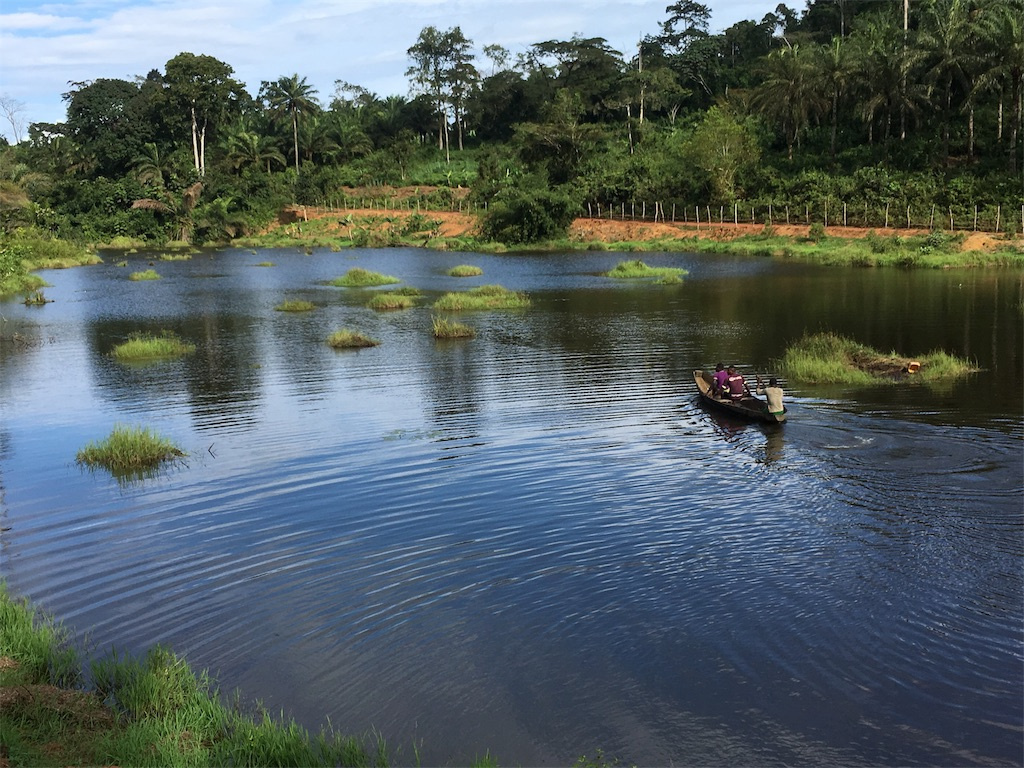
Lép Liaa - Lac à Hikoadjom

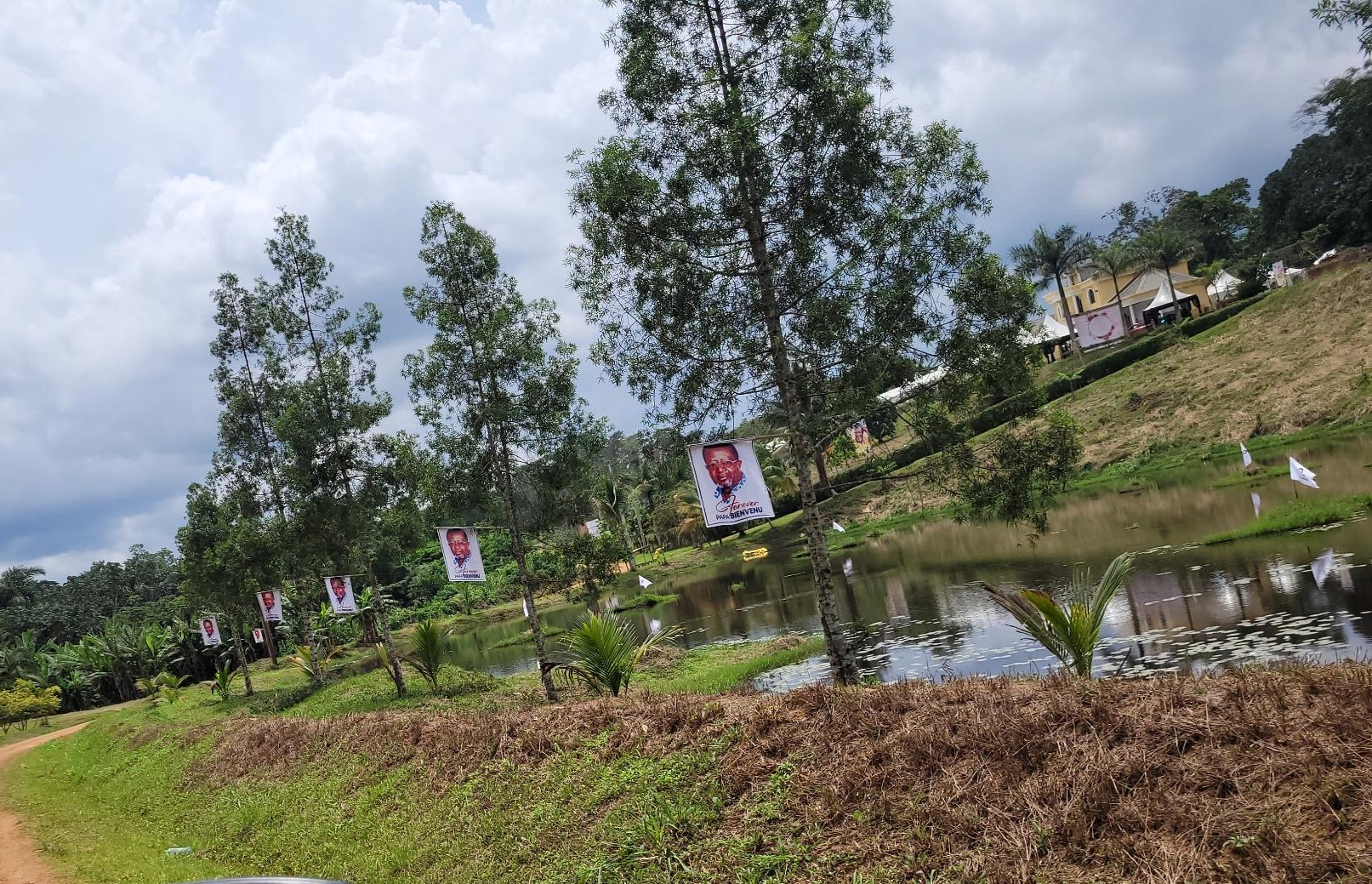
Lép Lia - Hommage posthume à son Maître D'ouvrage Sa Majesté Bienvenu Claude Nwind les 12 et 13 avril 2024

Au niveau de la chefferie d'Ekoadjom sur la route Ngoumou - Makak via Otélé se trouve le lac Lép Lia, l'eau du rocher. Ce lac artificiel était un marécage, aménagé vers la fin des années 90 par le Chef du village Bienvenu Claude Nwind dans la perspective du développement d'un tourisme vert, d'activités sportives et de loisirs pour le bien être des populations avec une valeur ajoutée sur l'esthétique du village. Un hommage posthume lui a été rendu lors de ses obsèques les 12 et 13 avril 2024. Lép Lia a été spécialement décoré de drapeaux blancs à son effigie. Cette initiative inspirante d'aménagement des marécages a été suivie par d'autres habitants riverains de marécages instaurant une dynamique positivement appréciée pour donner un cachet à la gestion environnementale. Un équilibre est cependant à trouver entre tous ces aménagements et les désagréments qui pourraient être causés aux écosystèmes.

## Infrastructures et équipement en eau et électricité
Eau

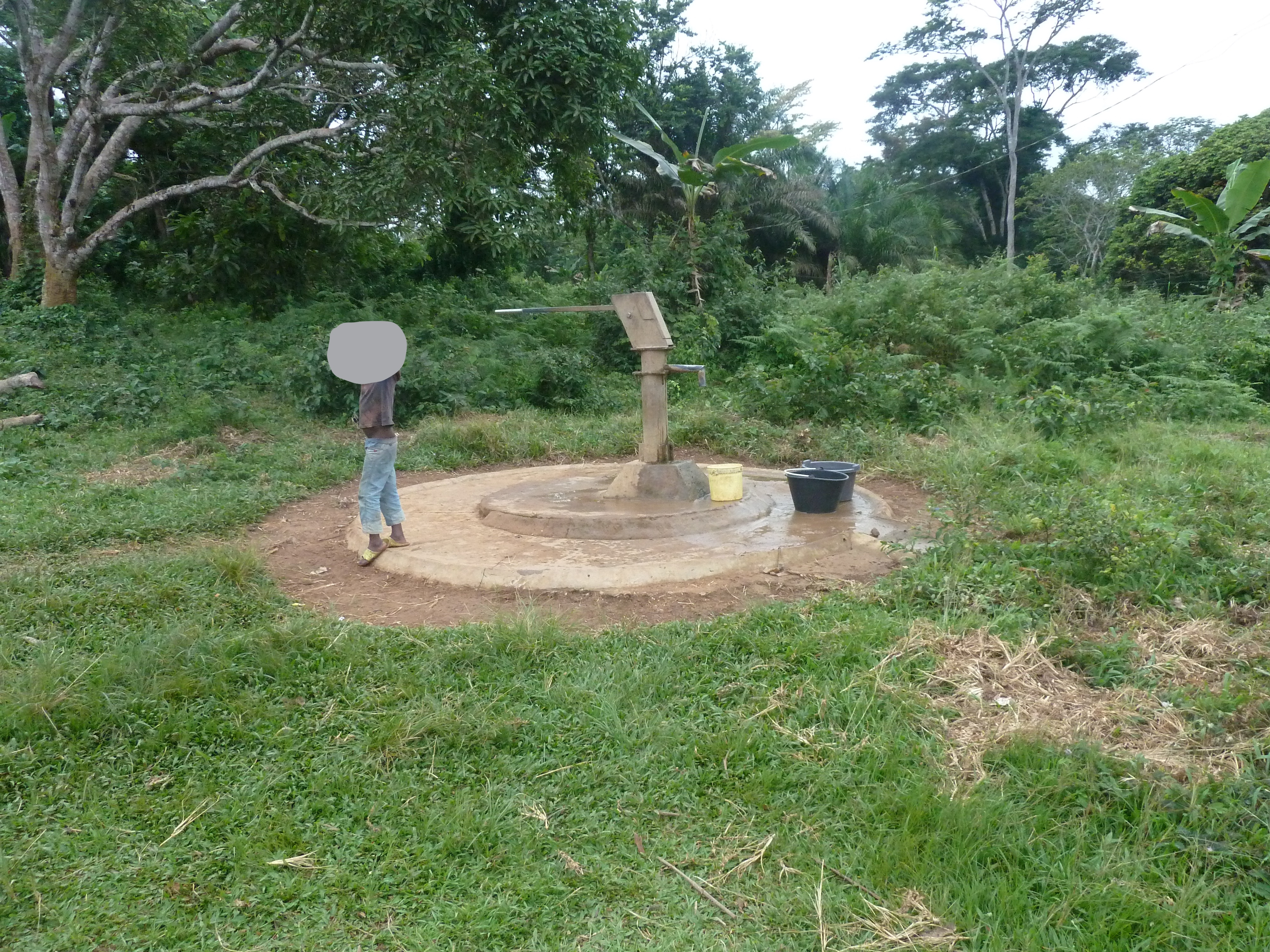
Pompe à eau à l'école d'Ekoadjom

L’approvisionnement en eau reste une préoccupation majeure à Hikoadjom malgré l'existence de ruisseaux et la proximité géographique avec le siège du Projet d'eau potable L'Eau c'est la vie de la Fondation suisse St Martin qui construit des puits d'eau dans la région et est basée à Hikoamaen sur la colline des palmiers. Cette situation demeure assez paradoxale. Pour les tâches ménagères, rares sont les sources d’eau naturelle utilisées jadis qui sont encore accessibles. Certains habitants sont loin de tout. De rares particuliers alimentent leur habitation avec une eau issue d'un forage.
Électricité

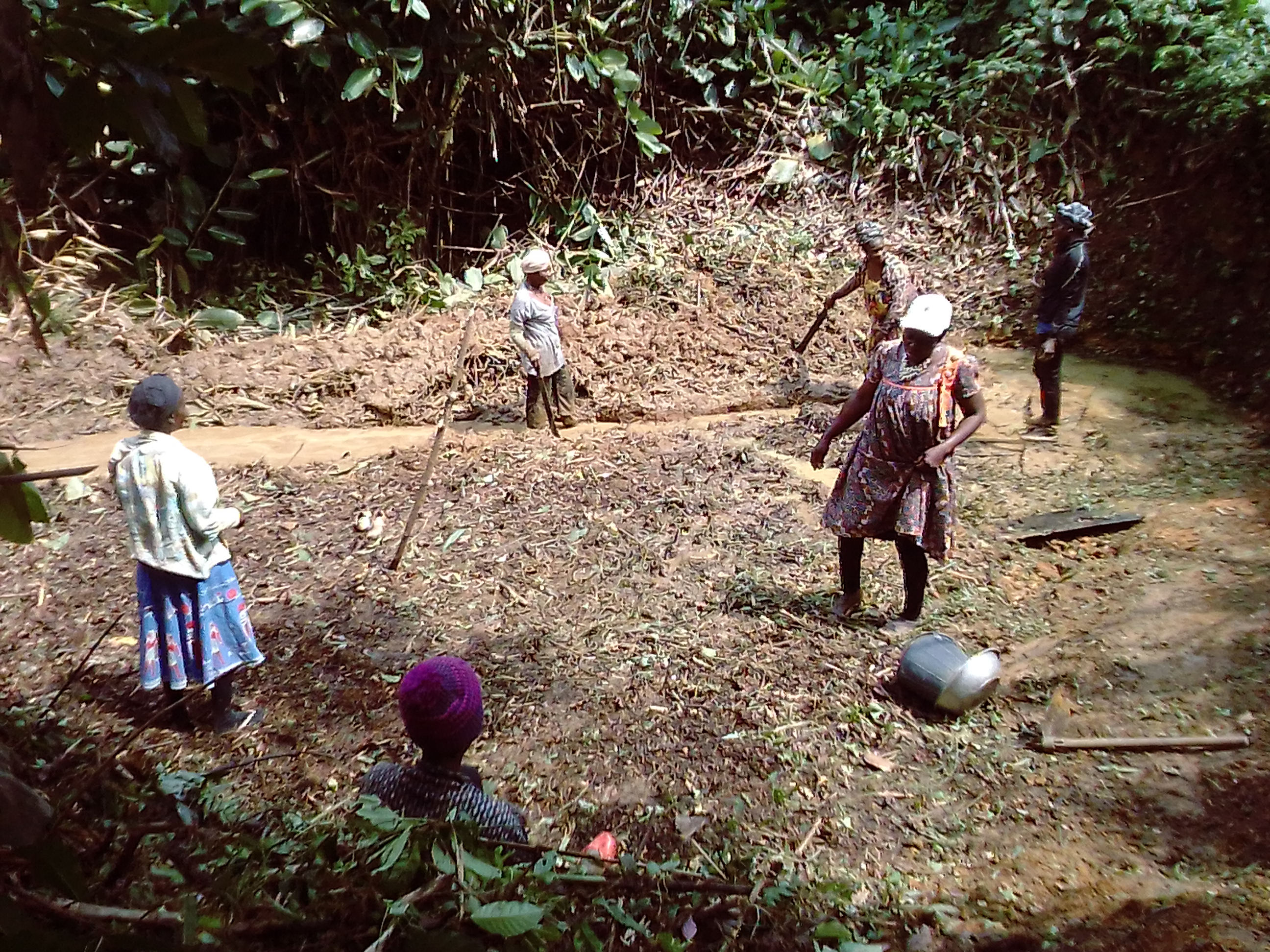
Entretien point d'eau par les femmes de Hissis -Novembre 2021

Hikoadjom est un village rural timidement connecté au réseau électrique. Les coupures de courant sont très fréquentes: pannes d'équipements, délestages. Certaines zones enclavées n’ont même pas accès à ce réseau. De très rares particuliers trouvent des solutions alternatives en énergie renouvelable.

## Communications et de télécommunications
Routes

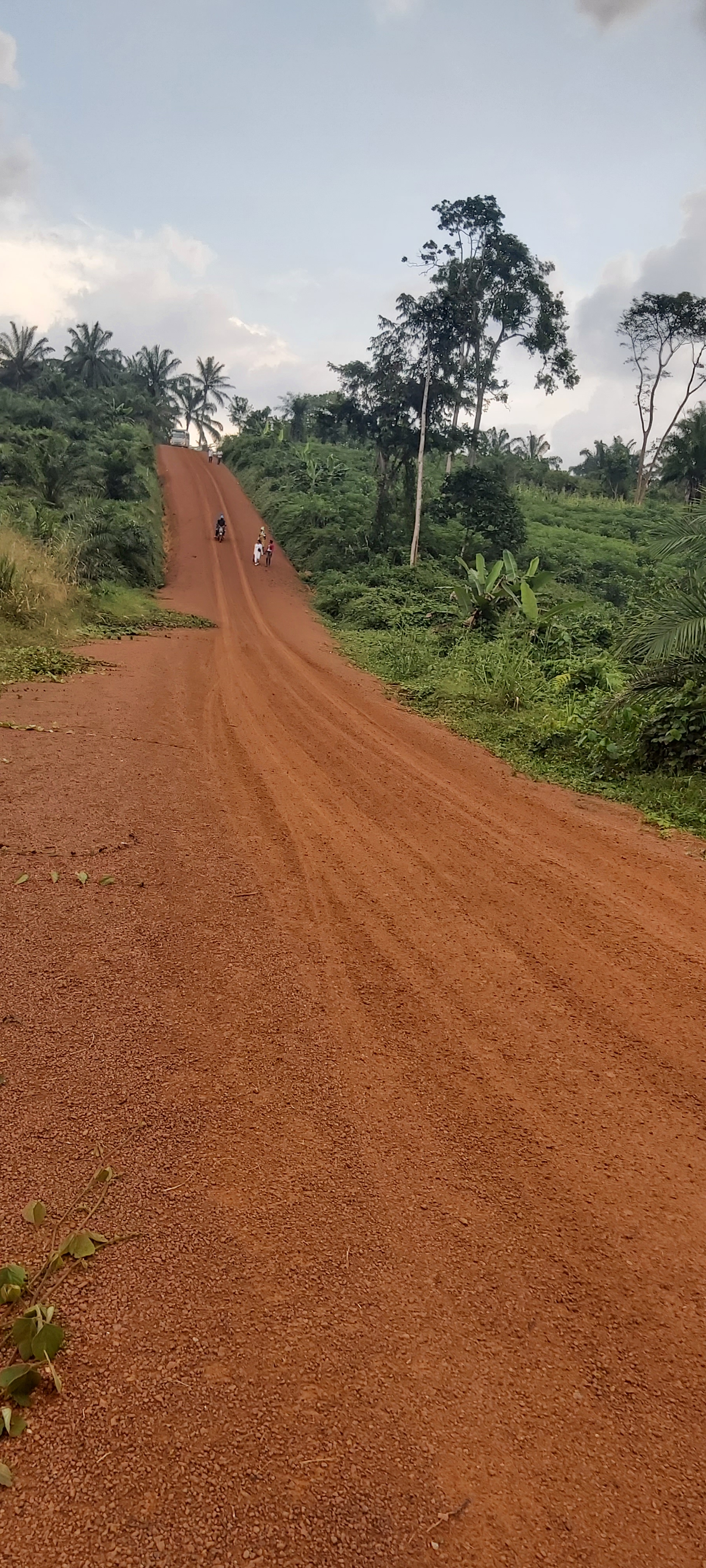
Route non bitumée au lieu-dit Mbondo à Hikoadjom

Les routes ne sont pas bitumées. De nombreuses zones habitées sont enclavées, accessibles uniquement à pied, à vélo ou à moto. Difficile pour les agriculteurs et les agricultrices d’acheminer les productions vers les marchés. Les entrepreneurs du bois ont d’énormes soucis à travailler convenablement. L’exploitation de la forêt pour toute initiative est compliquée notamment pendant la saison de pluies où les routes deviennent de véritables patinoires boueuses. En saison sèche, elle soulèvent une poussière incommodante.

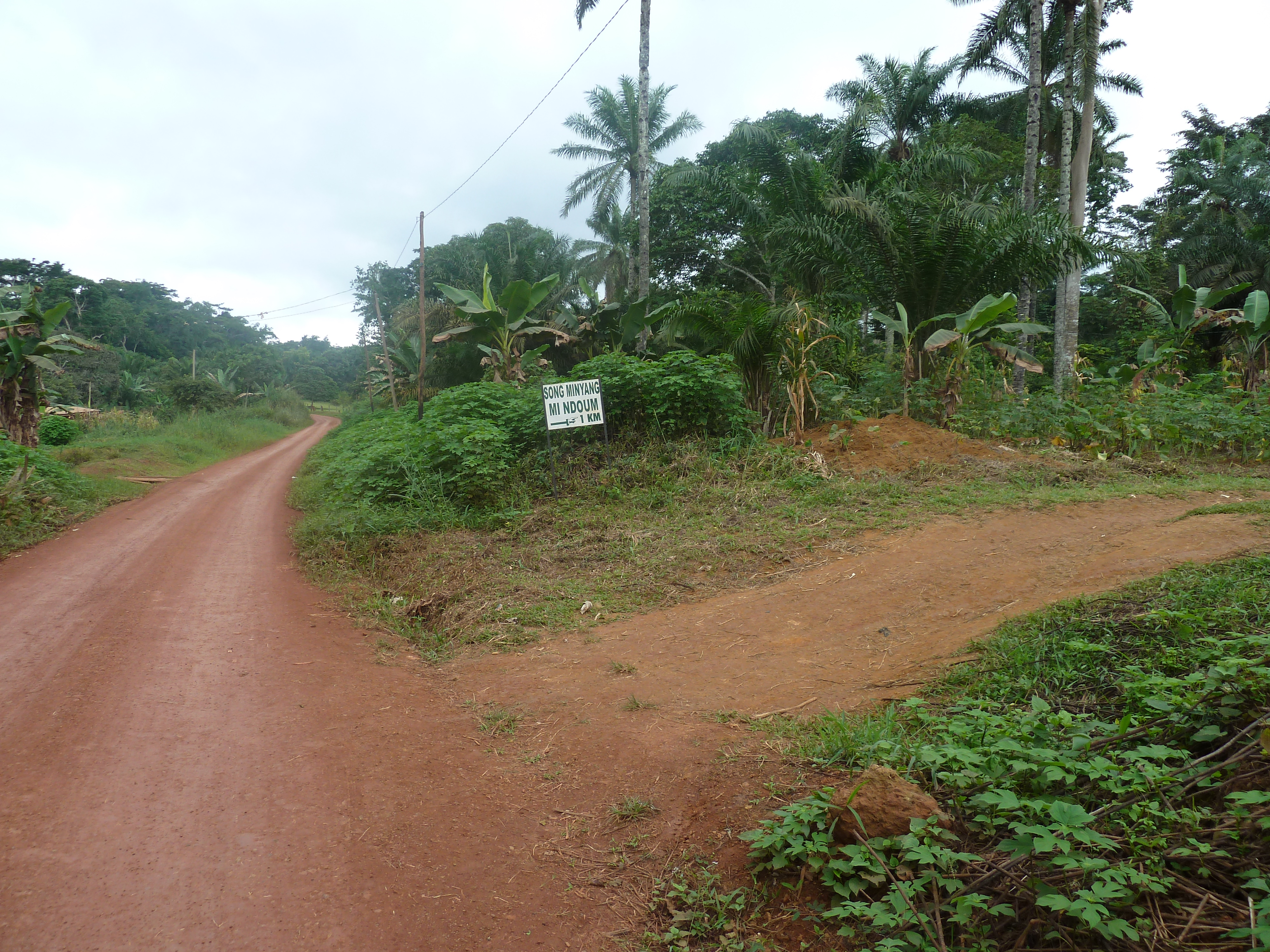
Hikoadjom_mini_carrefour

Couverture en réseau de téléphonie mobile
La couverture des services de télécommunications, des technologies de l’information et de la communication est très limitée parfois inexistante à certains endroits dans le village. Cette situation engendre un état l’isolement supplémentaire qui se superpose aux coupures récurrentes d’électricité, empêchant par exemple de recharger les batteries des téléphones portables. Les habitants n'ont pas tous des comptes bancaires. Ils utilisent de plus en plus la monnaie électronique via leurs téléphones pour leurs transactions financières. Malheureusement, ils sont très souvent à la merci d’un réseau internet très aléatoire. Les points d'exploitation sont également très rares. Parfois il faut aller 10km plus loin pour les transactions.

## Agriculture
L'économie est centrée sur une agriculture paysanne, familiale et vivrière de subsistance. Elle n'est pas du tout mécanisée et n’est donc pas orientée commerce faute de production conséquente. Les rares excédents de productions non consommés sont écoulés vers les marchés de proximité, parfois à Yaoundé en zone urbaine à 50 km. L'huile de palme est systématiquement vendue. Même si la rentabilité du Palmier à huile et donc des palmeraies pose question compte tenu de leur coût d'entretien et de production, les espèces de palmiers cultivées sont parfois vétustes, trop hautes et difficile d'accès pour les récoltes, mais l'huile végétale de palme inscrite dans le patrimoine culinaire du village. Cette huile est souvent la principale source de revenus pour certains ménages.
L'autre produit dérivé du palmier à huile est l’huile de palmiste à usage cosmétique, cheveux et corps, extrait de l'amande qui se trouve à l'intérieur de la coque d'une noix palme. Au dessus, il y a la pulpe orangée de laquelle on extrait l'huile de palme. Cette pulpe orangée se trouve au-dessus d'une coque qu'il faut casser pour extraire la noix de palmiste prisée dans la cosmétique: l'huile de palmiste.
Une boisson locale est aussi extraite du palmier à huile, Maok ma maen, le Vin de palme très prisé par les populations. Cette sève du palmier de couleur blanche est douce, puis elle subie un processus de fermentation alcoolisée grâce à une écorce végétale et naturelle, lihum. C'est un breuvage bio.

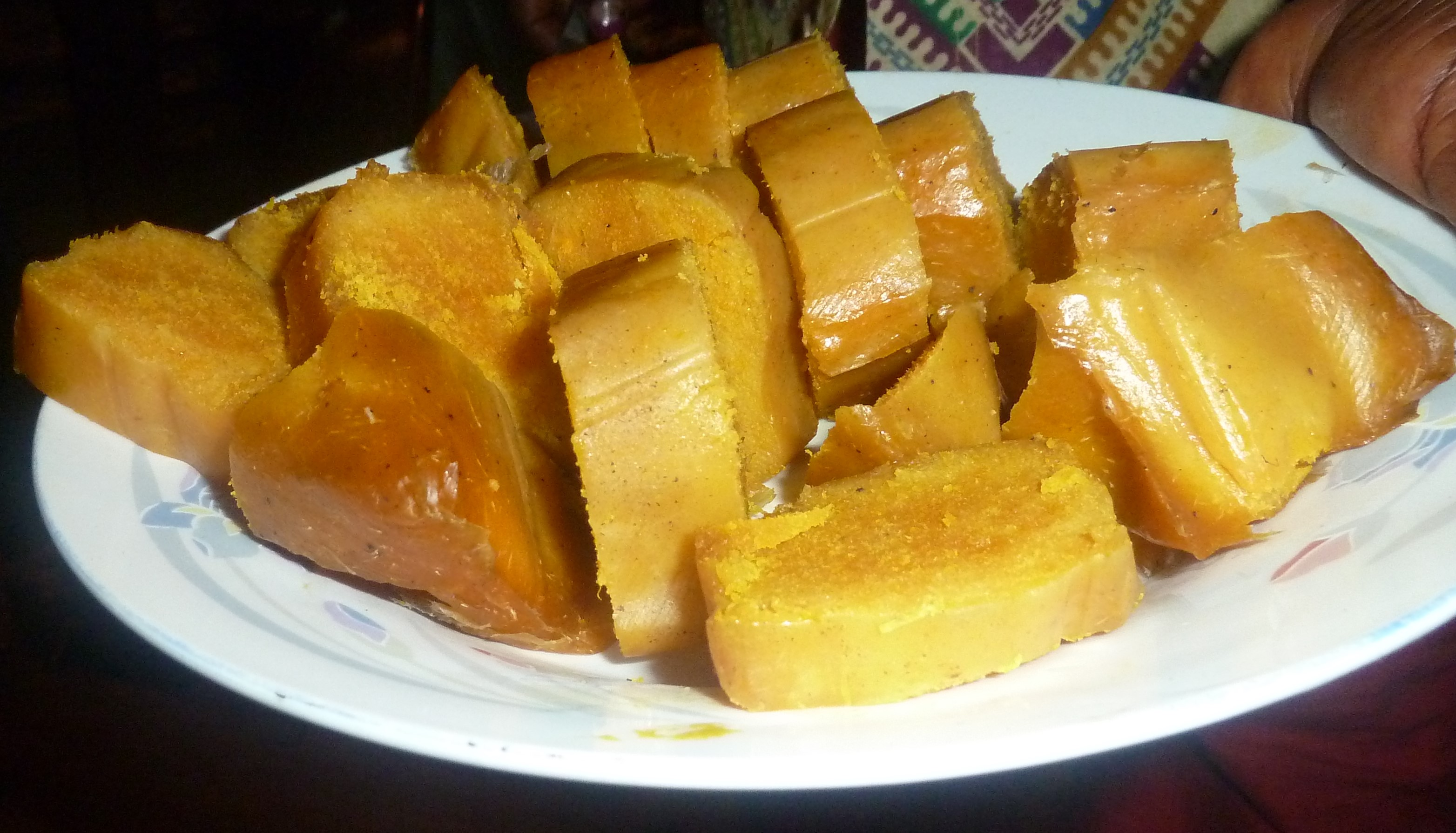
Mintoumba - pâte de manioc salée - au hiomi(arôme végétale) - piment (si souhaité) cuite dans une feuille verte spécifique. Idéalement séchée dans une hôte au dessus d'un feu de bois.

Les autres produits transformés et commercialisés sont les dérivés du manioc : Mintoumba, pâte de manioc salée et arome végétale du hiomi, Bobla ou bâtons de manioc encore appelé Bobolo.

Les arbres fruitiers présents dans cette zone de forêt sont, le Safou ou Bitoro en Bassa, le manguier sauvage Ndoga, le manguier, le goyavier, le papayer, la banane douce appelée banane fruit ou likoubé en bassa. Elle est différente de la banane plantain Likondo qui est un accompagnant de plat principal sauce viande ou poisson avec la recette mythique du Bongo'o ou de légumes. 

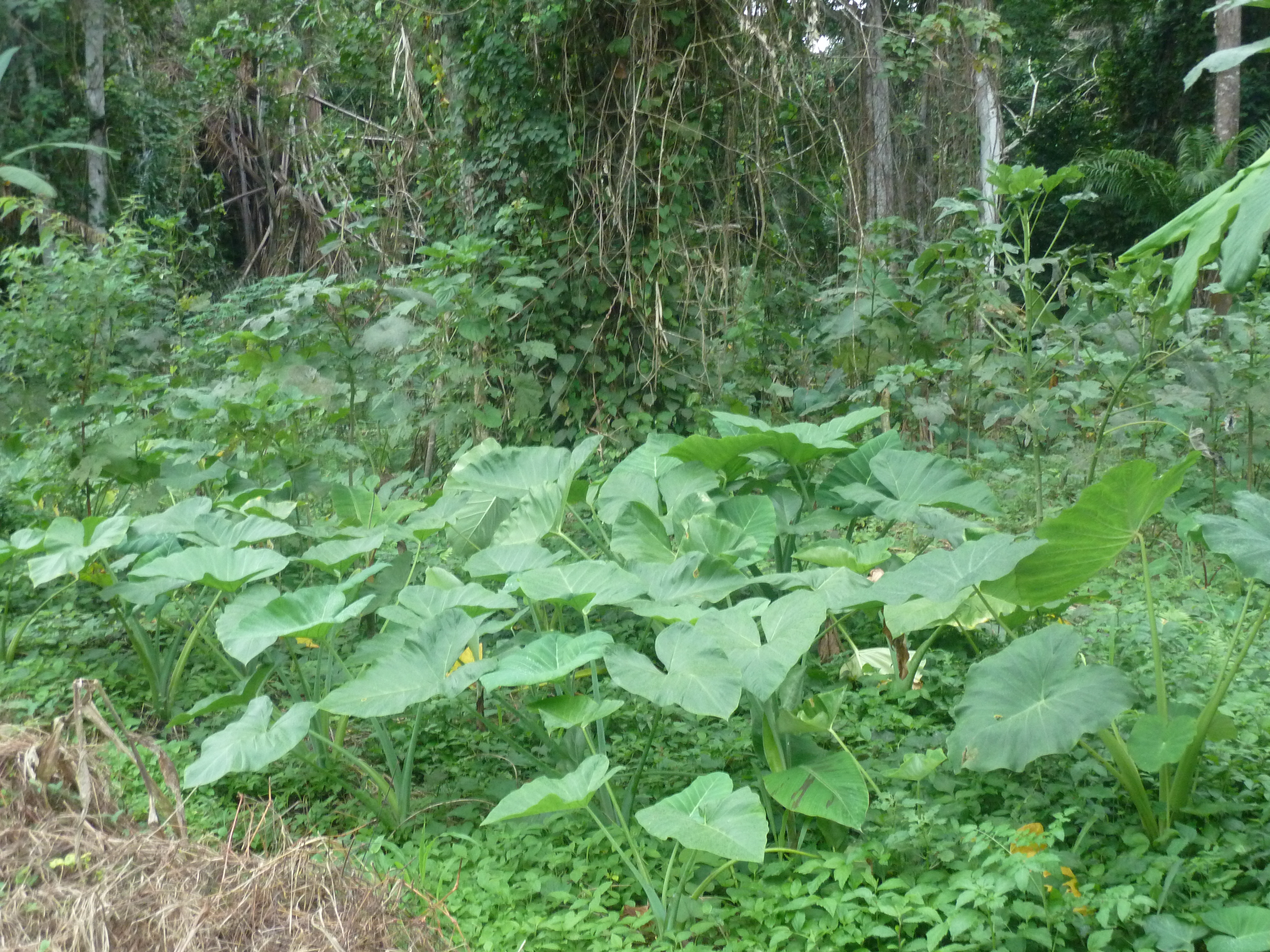
Pieds de Macabo. Tubercules et jeunes feuilles sont commestibles

Parmi les tubercules on a le macabo, le manioc, et une variétés d'ignames, blanches et jaunes. Les cultures maraichères sont la tomate, le gombo, Bikoyè, le piment et des légumes verts tels que les feuilles de manioc, Kwem, le Gwaam appelé Zom en éwondo, le pooga appelé Folon à Yaoundé, le hikok ou Okok, le ndolè ou Mandowa en Bassa.
On y cultive aussi des arachides ou cacahuètes. Le maïs est le céréale le plus présent dans la zone et dans le village.
La culture pérenne la plus courante est celle du Palmier à huile. Ekoadjom fut un Centre public de culture du cacao dans les années 1970 en vue d’expérimentations agricoles. Avec la chute des cours de la fève de cacao sur le marché mondial, les populations ont détruit les vergers et ce sont reconverties dans la culture du palmier à huile dont la rentabilité est très mitigée. Depuis 2024 la hausse du prix du cacao a redonné une chance à cette culture dans le village.

## Élevage
Il s'agit d'un petit élevage destiné à la consommation: chèvres, porcs, volaille et poissons d'eau douce. Les poules et les coqs en élevage libres sont la cible de prédateurs volants. Il faut noter quelques initiatives privées de fermes notamment l'élevage de poulets destinés à la commercialisation dans les marchés des environs et parfois vers Yaoundé. L'approvisionnement en aliments consommés par ces poulets n'est pas aisée compte tenu des routes et de l'augmentation des produits de base permettant la fabrication des aliments. L'acheminement des produits de l'élevage vers les marchés est aussi compliquée. Cela a un impact sur les coûts de production et l'écoulement compte tenu du pouvoir d'achat des consommateurs. 

## Habitation

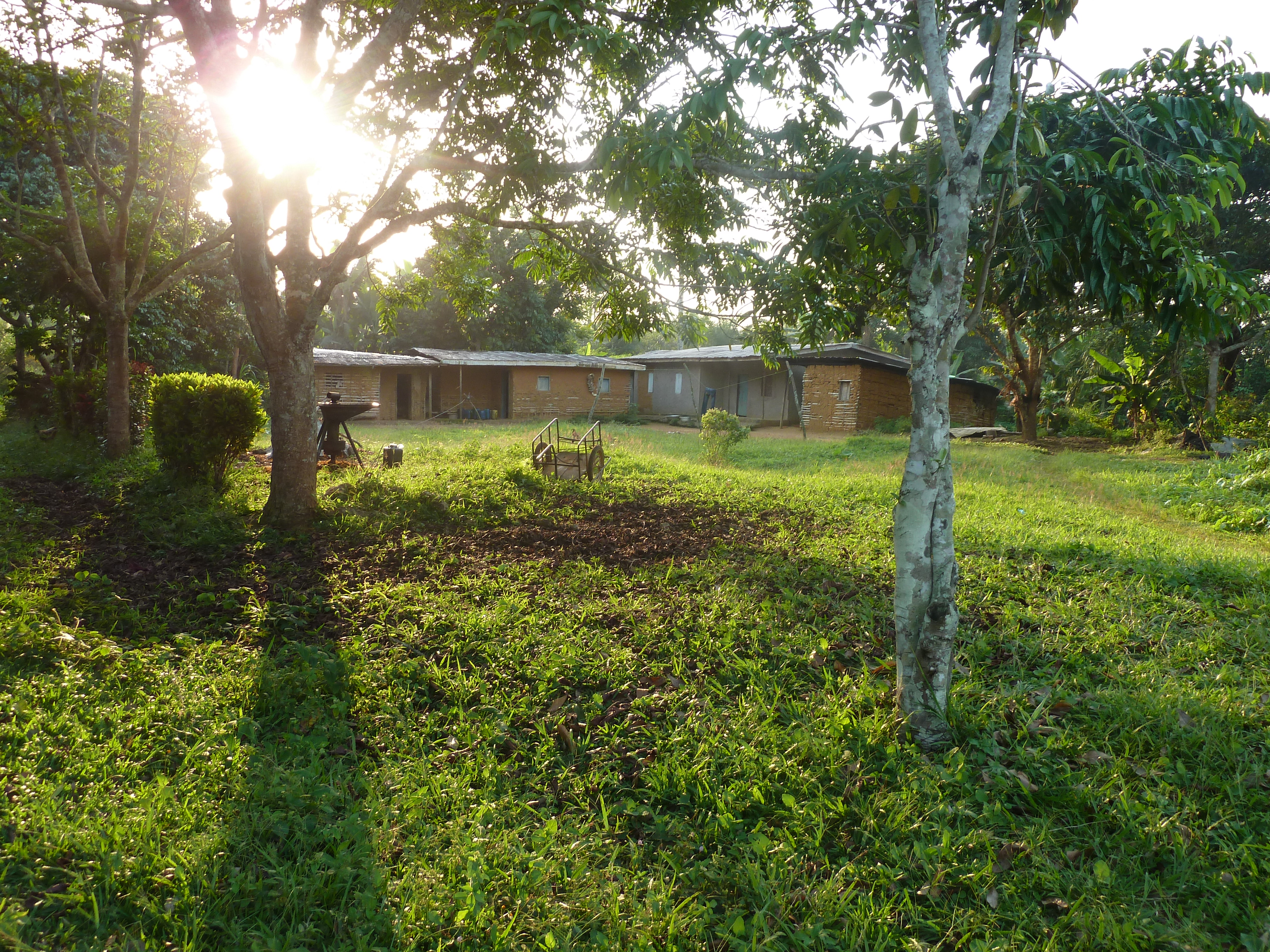
Cases d'habitation Ekoadjom 2013

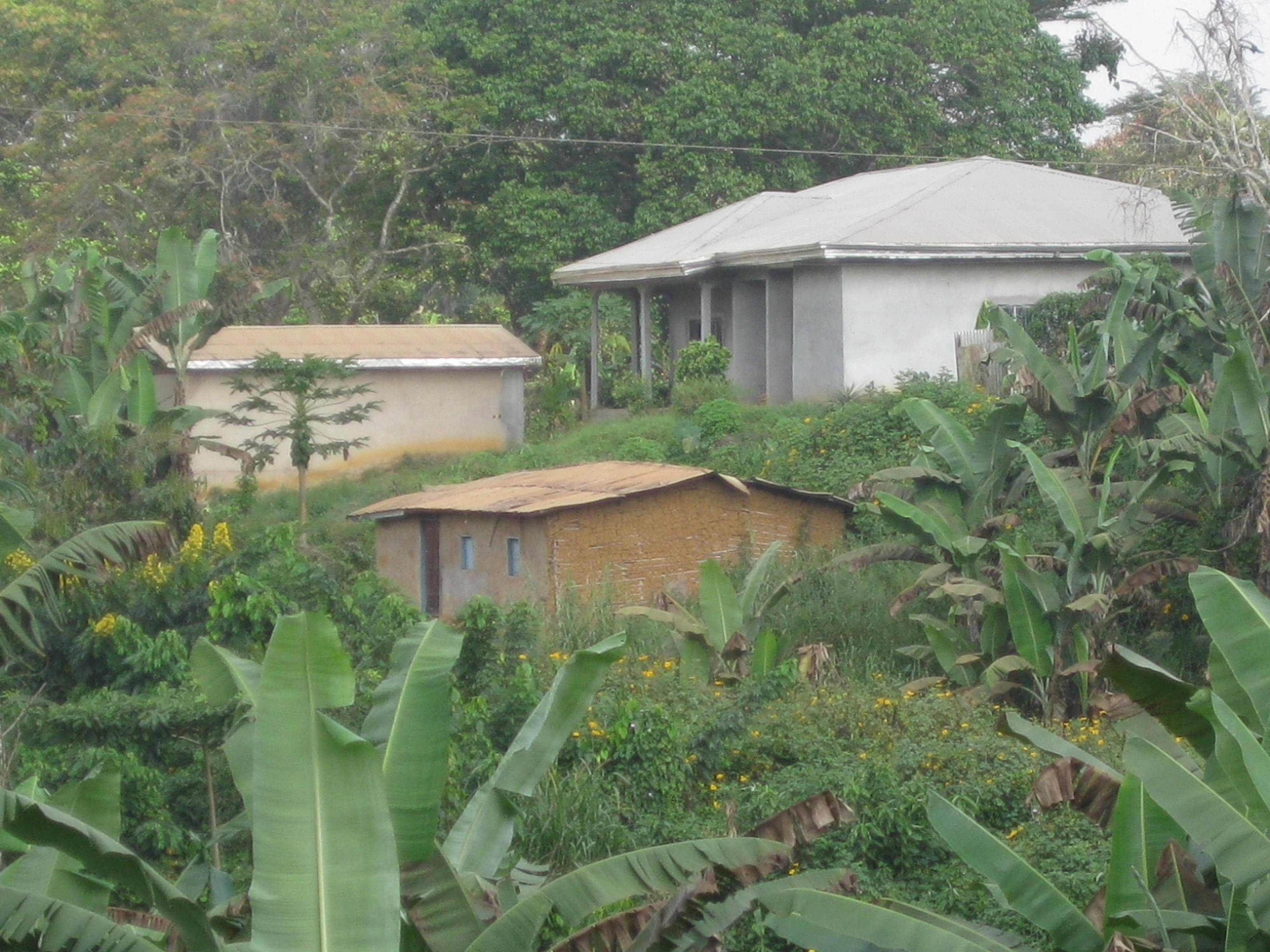
Constructions mixtes à Ekoadjom

La case traditionnelle chez les Bassa du Cameroun est une maison principale de forme carrée. Une pièce est réservée à la cuisine au feu de bois surmontée d’une hôte où l'on dépose certains produits à faire sécher comme les épis de maïs, bongo, les écorces de Hiomi. On y trouve comme meubles un ou deux lits en bambou qui servent de siège en journée et parfois de couchette le soir. Suivant la taille de la famille une ou deux petites chambres dans une autre case à côté de la cuisine, souvent à l'avant, le Koumba, C’est la pièce de vie où l'on reçoit les visiteurs. L’ossature des murs est constituée de bambous ficelés de façon latérale sur des poteaux gris d’une essence réputée pour sa robustesse, le Ngwa.  Entre les bambous, on insère une mixture de terre rouge et d’eau à la main, ce qui laisse des reliefs sur les murs et leur donne un cachet particulier avec les traces des doigts. Parfois, les murs étaient lissés et couverts de chaux blanche. La case est ensuite surmontée d’un toit fait de nattes de raphia très combustibles. Ces murs de terre battue mélangée à de l’eau dans une zone où les pluies sont constantes ont une durée de vie limitée. Au fil du temps, cette architecture traditionnelle a évolué le crépissage des murs avec du ciment pour les renforcer et des toitures de tôles d’aluminium. On trouve de plus en plus de constructions faites de briques de ciment. C’est tout un art architectural et un savoir-faire ancestral qui est en train de disparaître.

## Patrimoine

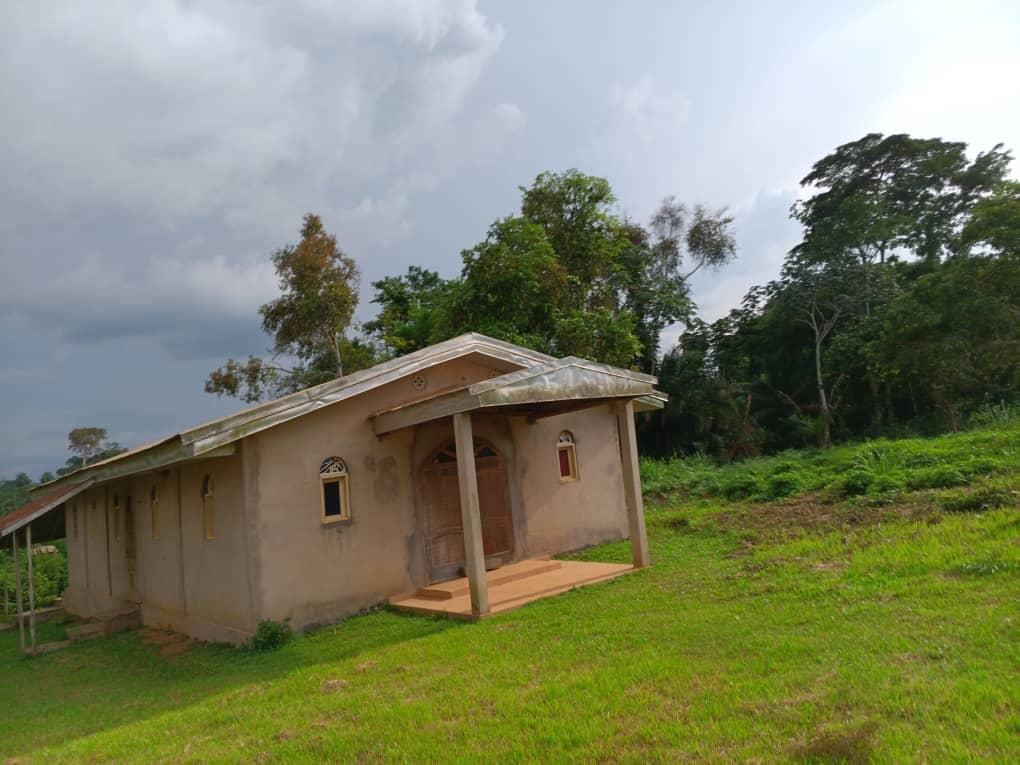
Chapelle Saint Timothée d'Ekoadjom

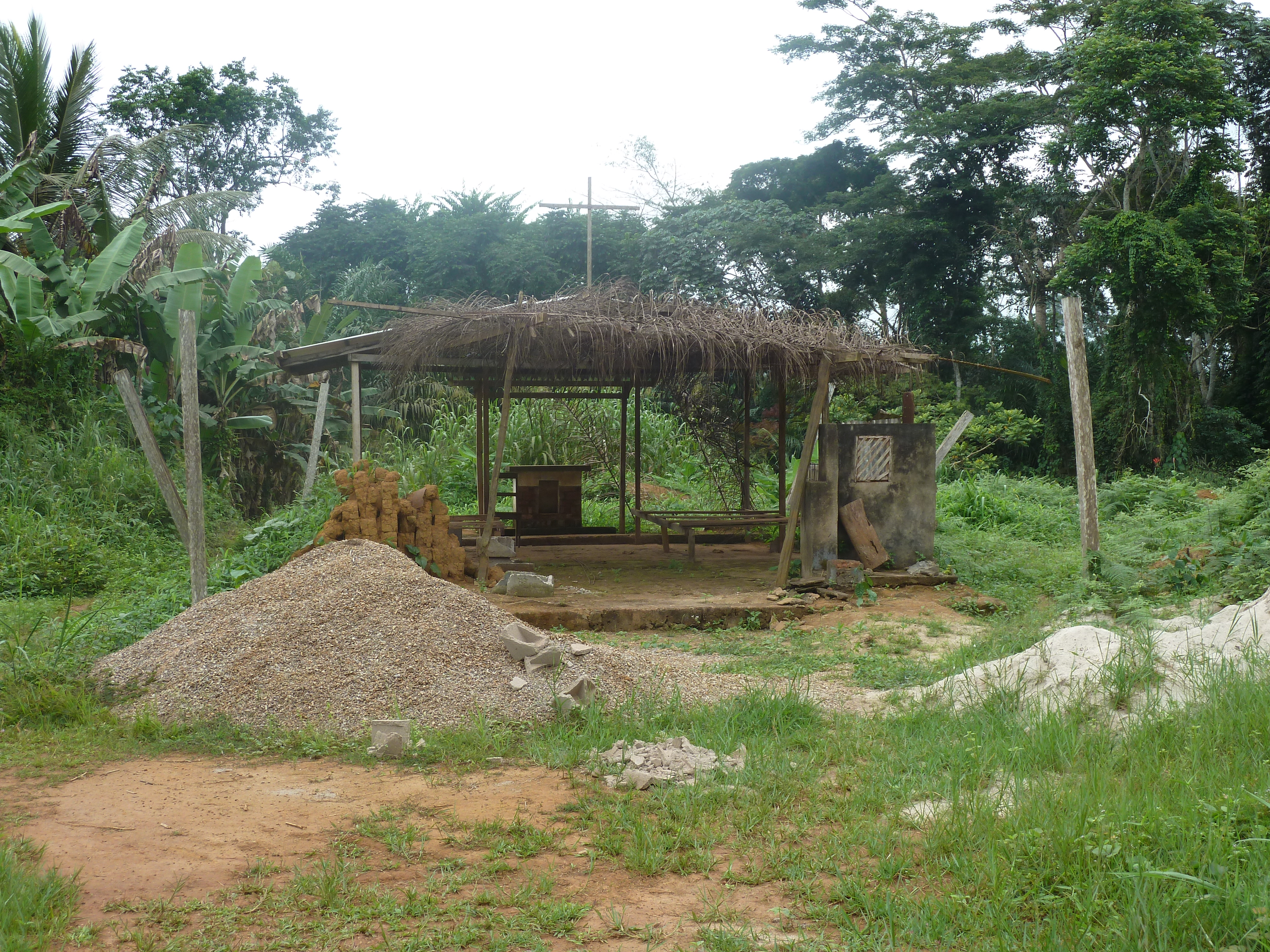
Les ruines de l'ancienne Chapelle d'Ekoadjom en 2012

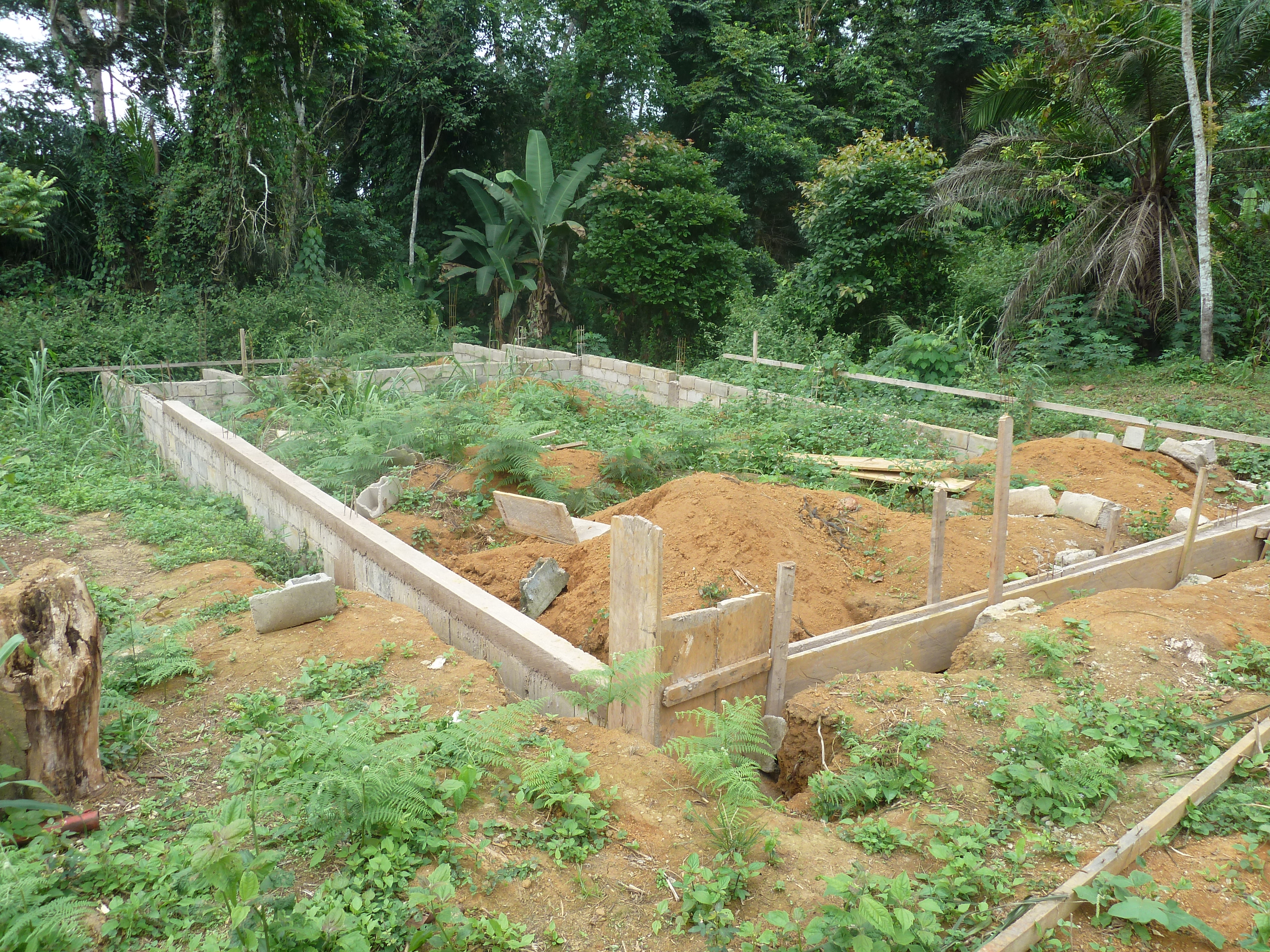
Constructions en 2012 nouvelle Chapelle Ekoadjom

La Chapelle Saint Timothée construite en 2012 à côté des ruines de l'ancienne Chapelle qui était en matériaux locaux, par Mr Gaspard Siméon Nouind Mintoumè (décédé en 2021) et son épouse née Joquet Constance Célanie (décédée en 2023). Cette chapelle est un lieu historique de proximité, de recueillement et de prière pour les chrétiens et chrétiennes catholiques du village, collectivement le mercredi matin. Le dimanche et jours de fêtes, ils assistent aux célébrations à la Mission catholique d'Hikoamaen principalement ou ailleurs.
Il existe également dans le village, des chapelles protestantes.

## Personnalités liées au village
- Daniel Etounga-Manguelle (1943-2024), ingénieur-conseil, économiste et écrivain camerounais.